# 立場新聞高層大搜捕
立場新聞高層大搜捕是指2021年12月29日，香港警務處國家安全處以涉嫌違反《刑事罪行條例》「串謀發布煽動刊物罪」為由，針對民主派網路媒體《立場新聞》及其他人展開的拘捕行動。香港警方出動約200名警員搜查《立場新聞》位於觀塘區的辦公室，拘捕6名《立場新聞》現任或前任高層人員，包括前總編輯鍾沛權、前董事何韻詩、周達智、吳靄儀、方敏生，以及署理總編輯林紹桐。同時還再度拘捕前《蘋果日報》副社長陳沛敏，並凍結《立場新聞》母公司6,100萬港元資產。
同日下午，《立場新聞》在Facebook發出公告，宣布公司即時停止運作、網站及社群媒體立即停止更新，所有員工亦即時遣散。晚間，《立場新聞》移除網站及社群媒體全部內容。警方指控《立場新聞》不斷刊登多篇煽動性文章，違反《刑事罪行條例》第九條及第十條「串謀發布煽動刊物罪」，並以此起訴前總編輯鍾沛權、前署理總編輯林紹桐及《立場新聞》母公司。12月30日，遭到起訴的鍾沛權和林紹桐申請保釋被拒，因而繼續還押。而在遭警方扣留約30個小時後，吳靄儀、何韻詩、方敏生和周達智則獲准保釋。
針對《立場新聞》的審判於2022年10月展開，歷時57日審訊，裁決時間經3度押後，最終到2024年8月29日才能作出判決，案件由起訴至裁決已橫跨33個月。最終，法官郭偉健裁定鍾沛權、林紹桐和其母公司罪成，認定《立場新聞》的政治理念是本土主義，同時「意圖煽動憎恨中國中央政府或香港政府及憎恨司法」，裁定具有犯罪意圖。控方呈堂的17篇文章中，共11篇被法官裁定具煽動意圖；鍾沛權及林紹桐分別被法院判囚21個月和11個月。
香港警務處大規模拘捕行動讓《立場新聞》成為繼香港壹傳媒與《蘋果日報》之後，在2021年第二間遭到香港警務處國家安全處搜查後停止營運的香港傳播媒體。同時《立場新聞》事件和後續審判還備受國際社會關注，美國、英國、加拿大、德國、人權觀察及聯合國人權事務高級專員辦事處等發表聲明譴責，而中華人民共和國外交部和香港政府對此提出批評。《立場新聞》高層大搜捕還被視為會在香港傳播媒體界造成寒蟬效應，其中《香港獨立媒體》、《眾新聞》等更被預測成為下一個目標。1月2日，香港網路媒體《眾新聞》宣布停止運營。

## 基本背景

### 媒體環境
2019年中，香港發生針對香港特別行政區政府的反對《逃犯條例修訂草案》運動，《立場新聞》和《眾新聞》等媒體因直播、報導抗議運動興起。2020年7月1日，中華人民共和國政府通過範圍全面的《香港特別行政區維護國家安全法》，正式寫入《香港特別行政區基本法》附件三後立即實施，當中涵蓋分裂國家、顛覆國家政權、恐怖活動、勾結外國或者境外勢力危害國家安全等四項涉及國家安全的主要罪行，並能實行無期徒刑在內的懲罰。整個立法過程只花1個多月，遭到香港法律界及民主派猛烈抨擊。其後香港特別行政區政府便以違反該法為由，逮捕香港大多數主要反對派人士。
因支持香港民主運動而頗受歡迎的民主派報紙《蘋果日報》，長期以來一直是中華人民共和國政府針對的對象。警務處處長鄧炳強便曾點名批評《蘋果日報》，指責其報導「煽動仇恨」。同年8月，香港警務處國家安全處逮捕《蘋果日報》創始人黎智英，指控涉嫌違反《中華人民共和國香港特別行政區維護國家安全法》。同時警方突擊搜查壹傳媒總部大樓與《蘋果日報》編輯部，多位壹傳媒高階員工在家中接受訊問。到了2021年，在中華人民共和國政府全力支持下，香港特別行政區政府持續全面壓制香港民主派人士、工會、組織及媒體，越來越多曾報導過香港抗議和政治的記者遭逮捕或失業。
在這期間，中國共產黨和中華人民共和國政府控制的報紙出版物擴大影響力，直接攻擊以批評建制派報導著稱的香港新聞媒體，甚至呼籲取締。4月12日，蒙面男子洗劫與法輪功有關的報紙《大紀元時報》印刷廠，並搗毀印刷機。6月17日，香港警務處國家安全處以《中華人民共和國香港特別行政區維護國家安全法》涉及與外國勢力勾結為由，搜捕壹傳媒及《蘋果日報》5名高階主管，突襲搜查壹傳媒總部暨《蘋果日報》報社，並凍結報社與公司資產帳戶。警方警告讀者不要在網際網路轉發該報部分文章，最終《蘋果日報》基於員工安全和人手考慮，在6月24日被迫停刊。
同時期，香港政府還以各種方式打擊新聞媒體，傳統新聞媒體變得愈發謹慎。香港電台在受到指責和打擊後嚴格遵循官方說法報導，諷刺節目《頭條新聞》遭到暫停播出，制作人蔡玉玲因虛假陳述被判有罪。保安局局長鄧炳強還曾警告記者會因報導「假新聞」而受到調查，官員也越來越常使用「假新聞」說法，認為假新聞法有助於打擊針對國家安全的威脅，引發向香港新聞機構施壓的擔憂。另外香港外國記者會還因調查問卷遭到中華人民共和國政府警告是詆譭香港法治。不過儘管香港職工會聯盟、香港教育專業人員協會等數十個公民團體、獨立媒體、民權組織被迫解散，香港記者協會拒絕解散。

### 立場新聞

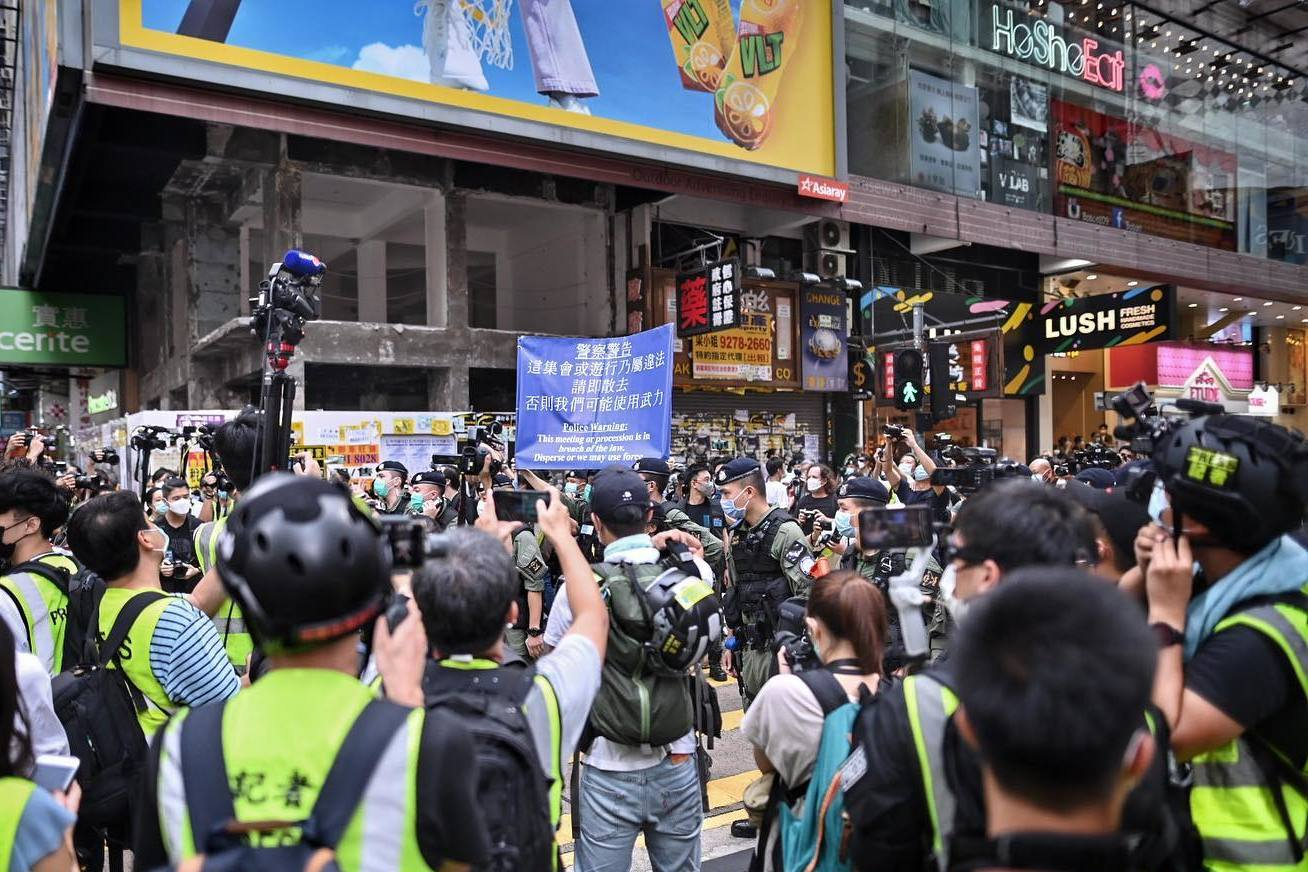
在反對《逃犯條例修訂》草案運動期間，《立場新聞》的運動的報導與直播深受公眾關注。

香港《立場新聞》是支持民主派的獨立網路媒體，其前身為2012年7月成立的《主場新聞》。2014年7月，《主場新聞》在雨傘革命前夕停止運作，引發不少網友討論。2014年12月23日，蔡東豪聯同資深媒體人鍾沛權等創辦《立場新聞》，並成立母公司Best Pencil（Hong Kong）Limited。前香港立法會議員吳靄儀、前香港社會服務聯會行政總裁方敏生、文化界監察暴力行動組發起人何韻詩、《信報財經新聞》總編輯練乙錚、蔡東豪等8人擔任董事。《立場新聞》強調編採獨立自主，以非牟利原則營運新聞網站，接受公眾不附帶條件捐款，且不受財團、金主、權力機構或黨派左右。
在反對《逃犯條例修訂》草案運動期間，《立場新聞》在社群媒體換上支持頭像。其大量示威者相關報導和具個人風格的長時間現場直播，深受民主派陣營關注與資助，人氣急升。最被熟知的記者是直播多宗重要事件的「立場姐姐」何桂藍，而最多人收看者是其在7月21日直播元朗站襲擊事件片段，至2020年9月初有逾500萬觀看次數。《中華人民共和國香港特別行政區維護國家安全法》實施後，《立場新聞》多次遭政府部門、官員和官方媒體點名批評，出稿表示不滿或譴責報導偏頗。2021年4月，「Stand News（UK）Limited」公司在英國註冊成立，成為少數設有駐英國團隊的香港媒體。
同年5月，《立場新聞》轉載《從北愛爾蘭抗爭經驗看香港抗爭運動的未來》文章，被質疑違反《中華人民共和國香港特別行政區維護國家安全法》。6月24日，在《蘋果日報》停止運作後，《立場新聞》實施多項減低風險措施。余家輝、何韻詩、吳靄儀、方敏生、周達智及練乙錚6名董事辭去職務，剩蔡東豪及鍾沛權兩人留任。6月27日，為了保障支持者、作者及編採人員，《立場新聞》把5月前刊出的部落格、轉載、讀者投稿等評論文章暫時下架，並暫停接受贊助。同時入職半年以上員工終止僱傭合約、結清年資補償，另簽新合約重新聘用。同時期，余家輝及練乙錚離開香港。
11月1日，鍾沛權因家庭原因辭任總編輯，由副總編輯林紹桐署任。同時，保安局局長鄧炳強多番指責《立場新聞》報導，多名董事被建制派陣營點名抨擊。11月13日，警方對《立場新聞》在香港中文大學衝突的報導表示強烈不滿。11月25日，懲教署譴責《立場新聞》對大潭峽懲教所的各項指控，抹黑及妖魔化「智慧監獄」管理模式。12月1日，鍾沛權辭任公司董事兼秘書，董事僅餘創辦人蔡東豪。其後鄧炳強再次點名批評《立場新聞》的報導偏頗和誤導，表示只要是違法、想危害國家安全便會尋找證據，《立場新聞》則回應傳播媒體責任是監察權力、報導真相。

### 煽動刊物

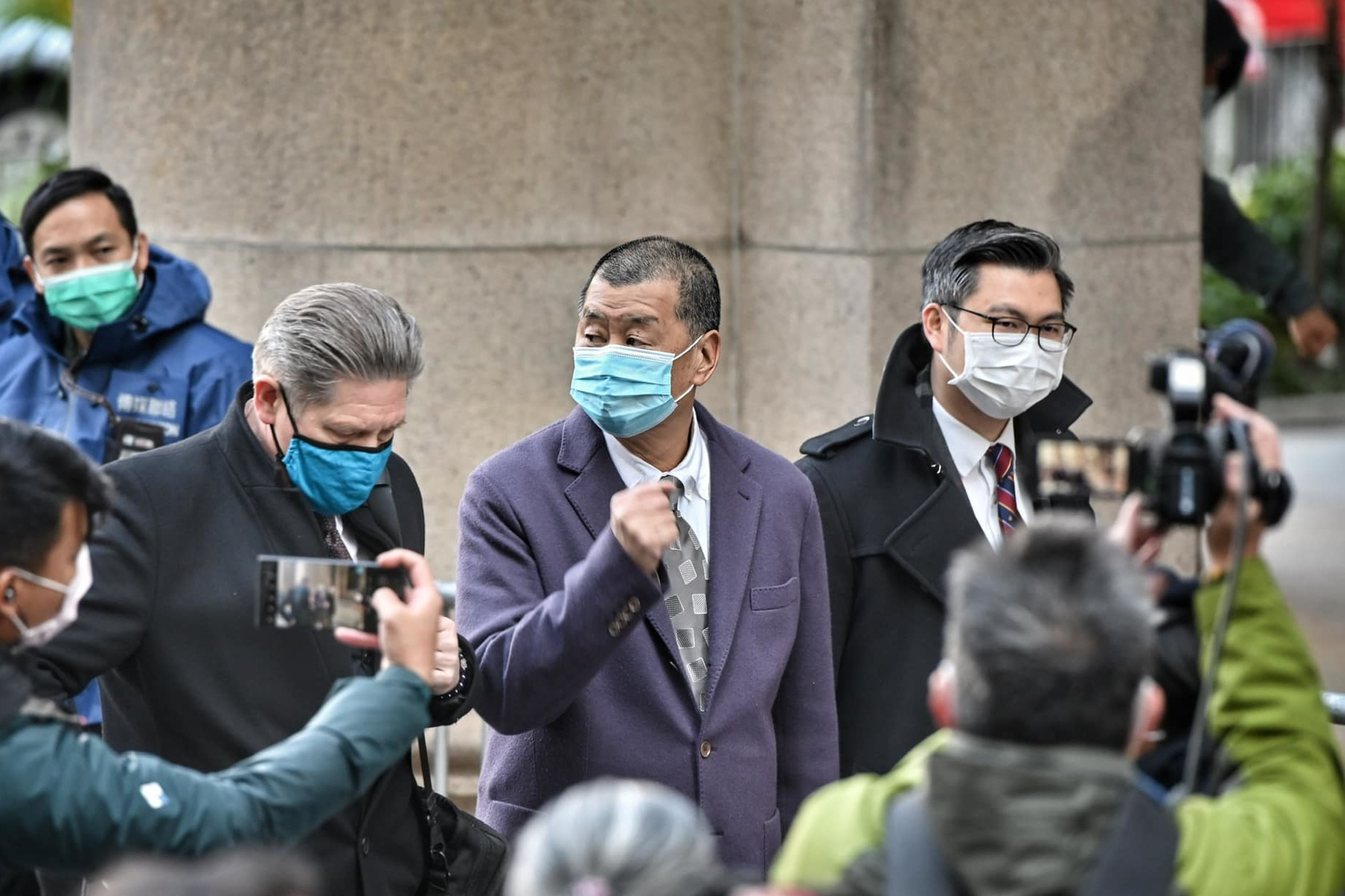
2020年12月31日，獲得保釋的壹傳媒創辦人黎智英前往香港終審法院出庭，其後裁定即時還押。

《刑事罪行條例》中的煽動刊物罪沿襲英屬香港年代，最早可以追溯至當時制定的《1938年煽動條例》。1952年，《大公報》社長費彝民便被控煽動罪，報章一度停刊12天。但因條例與言論自由或新聞自由的價值有所牴觸，涉及煽動刊物罪行的有關條例自1967年左派六七暴動案審判後，甚至香港回歸後都已經長期未被使用。2002年至2003年，香港特別行政區律政司司長梁愛詩等相關官員多次表明煽動罪必須證明暴力，並說「新聞工作者也不應有恐懼」。但在《中華人民共和國香港特別行政區維護國家安全法》生效後，「串謀發布煽動刊物罪」被重新使用。
根據《刑事罪行條例》第九條，「煽動意圖」包括意圖引起對香港特別行政區政府和香港法律制度的憎恨、意圖煽惑他人使用暴力、意圖慫使他人不守法。第十條則訂明「串謀發布煽動刊物罪」在任何人作出、或與任何人串謀作出煽動意圖的作為；或發表煽動文字；或刊印、發布、出售、要約出售、分發、展示或複製煽動刊物；或輸入煽動刊物等即屬犯罪，首次定罪可判罰款港幣5,000元及監禁2年。儘管《刑事罪行條例》的發布煽動刊物罪行設有6個月檢控時限，但「串謀」控罪沒有檢控期限。但即使以《中華人民共和國香港特別行政區維護國家安全法》控告，煽動罪也被視為是危害國家安全的罪行。
2020年8月至2021年12月，香港警務處國家安全處引用「串謀發布煽動刊物罪」起訴15名被告，僅有1人獲准保釋。包括黎智英與6名前任《蘋果日報》報社高層（張劍虹、陳沛敏、羅偉光、林文宗、馮偉光、楊清奇）、言語治療師總工會羊村繪本案5名成員（黎雯齡、楊逸意、伍巧怡、陳源森、方梓皓）、派發香港獨立運動文宣廣告的文員曹雪芯與學生黃俊偉、發佈具分裂國家意圖貼文的鍾翰林。另外，物業管理經理蔣頌生張貼針對「唐英傑案」主審法官的海報，遭控「管有及展示煽動刊物罪」。

## 事件經過

### 搜捕行動

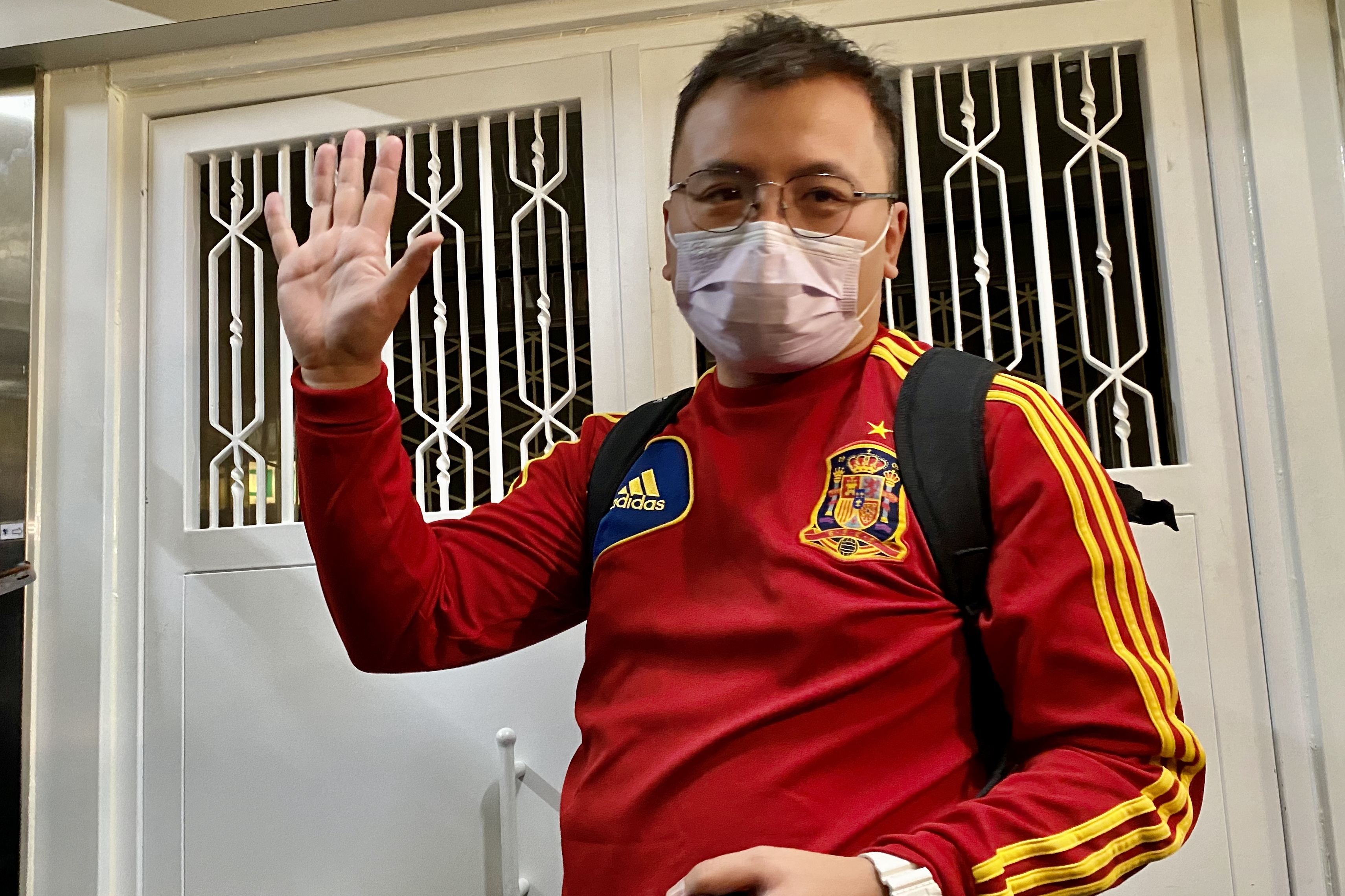
2021年12月29日，《立場新聞》副採訪主任陳朗昇在遭香港警務處國家安全處搜查後，趕回辦公室了解情況。

2021年12月29日清晨6時，香港警務處國家安全處展開《立場新聞》拘捕行動，獲得由羅德泉根據《中華人民共和國香港特別行政區維護國家安全法》第43條實施細則附表1發出的法庭搜查令，授權搜查及檢取新聞材料。被捕人士包括《立場新聞》前總編輯鍾沛權、何韻詩、吳靄儀、方敏生、周達智等5名前董事，及署任總編輯林紹桐。香港警務處國家安全處人員前往被捕人士處所搜查。林紹桐便在家中遭拘捕，檢走電腦、平板電腦、電話、記者簿及旅遊證件等。早上7時，警方指他們涉嫌違反《刑事罪行條例》第九條及第十條「串謀發布煽動刊物罪」，但沒有交代是涉及何時或那一篇報導。
香港警務處國家安全處還因為曾在《立場新聞》撰寫涉案相關文章，同樣涉嫌串謀發布煽動性刊物，再次拘捕因《中華人民共和國香港特別行政區維護國家安全法》被控還押大欖女懲教所的前《蘋果日報》副社長陳沛敏。早上8時起，香港警務處國家安全處還派出超過200名軍裝及便衣人員，持法庭手令封鎖《立場新聞》位於九龍觀塘區開源道開源工業中心14樓全層的辦公室。大批警員在《立場新聞》辦公室外戒備，不許記者進入和停留，出入員工要登記，並有至少4輛警車停泊。警方在《立場新聞》辦公室搜證4個多小時，亦押解林紹桐返回觀塘區辦公室搜證。
在搜證完成後，林紹桐曾經望向記者欲說話，警員則按他的頭並帶上警車。至中午12時許，警方在辦公室檢走多部電腦、電子器材、部分文件、電話及50萬元現金，大約33箱證物，並搬上貨車帶走。警方還要求《立場新聞》短時間內刪除5篇文章，包括香港中文大學衝突2周年報導、曾經參與香港立法會選舉民主派初選的前《立場新聞》記者何桂藍在囚專訪、香港市民支援愛國民主運動聯合會副主席鄒幸彤獲頒「中國傑出民主人士獎」等報導。另一方面，何韻詩的Facebook小編透過專頁發文報平安，表示何韻詩的心情沒問題、不用擔心。
香港警務處國家安全處警員還持有法庭手令，搜查《立場新聞》4名員工住宅，包括身兼香港記者協會主席的副採訪主任陳朗昇，4人並未被警方拘捕。香港警務處國家安全處人員搜查陳朗昇位於沙田區和大埔區的寓所，要求其關閉在《立場新聞》Facebook專頁的直播。其後警員將陳朗昇帶回警署協助調查，歷時超過5個小時，直至上午約11時30分放行。最終陳朗昇被檢取電腦、平板電腦、記者證、提款卡及銀行存摺。中午，《立場新聞》員工陸續返回辦公室互相安慰，並希望盡量保持低調。部分員工分別趕往被警方登門的員工住所，打聽下落和了解情况。

### 停止運作

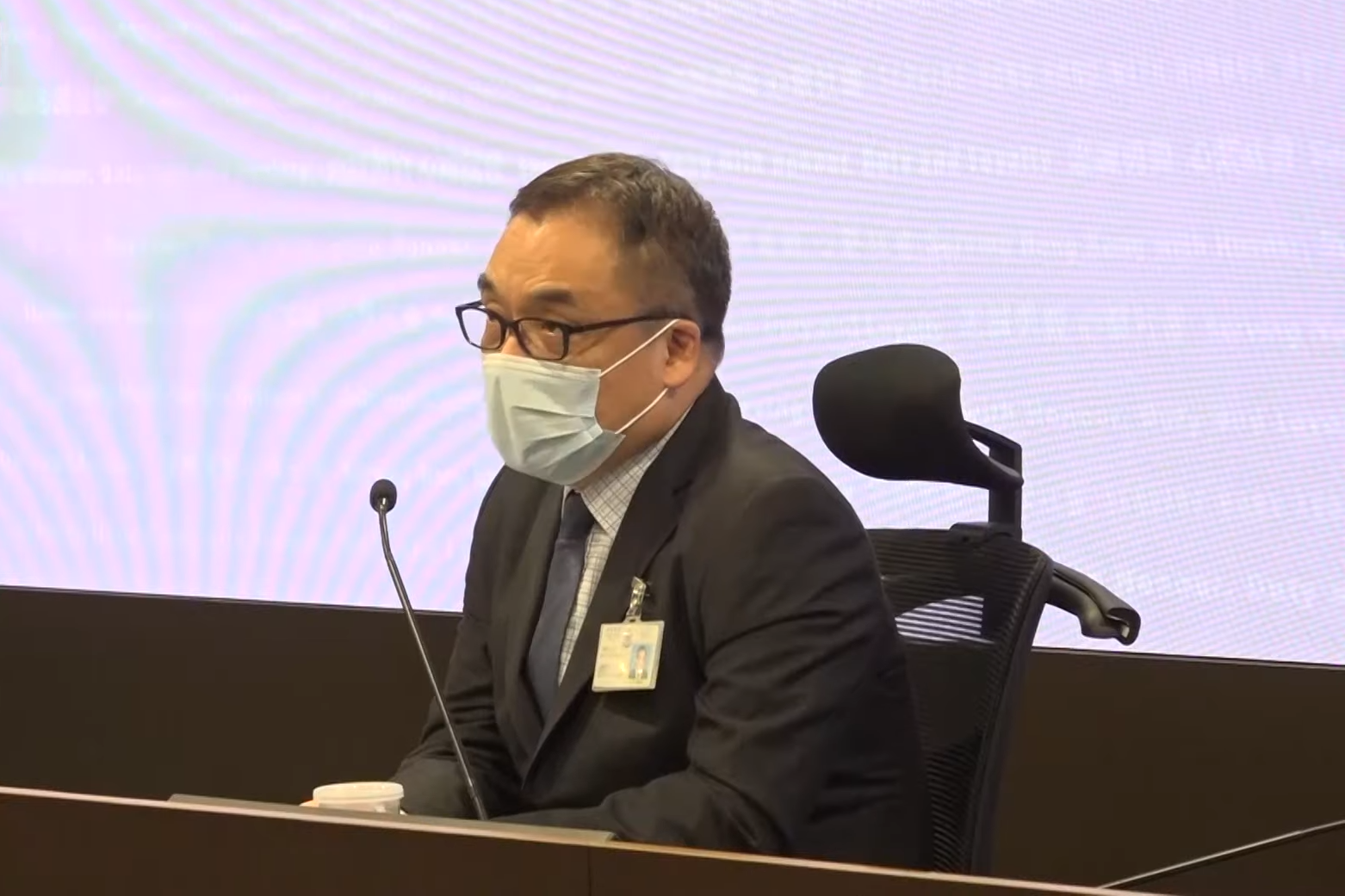
香港警務處國家安全處高級警司李桂華表示「串謀發布煽動刊物罪」不是針對傳播媒體報導新聞類型，而是要視有關文章是否具煽惑意圖、煽動性。

下午4時，香港警務處國家安全處高級警司李桂華在拘捕行動後舉行記者會，指控《立場新聞》涉嫌串謀發布多篇「煽動性文章」，以部落格文章及新聞報導煽惑他人對香港特別行政區政府及香港法律制度產生憎恨。他列舉多個「煽動性文章」例子，包括形容反對《逃犯條例》修訂草案運動的抗爭者「被失蹤」及「被侵犯」、防暴警察在香港中文大學衝突「開槍掃射」、不符預期的審訊是「中共赤裸地濫用權力」，並稱是煽動與假新聞的「例子」。部分文章內容是被捕者或逃犯的部落格或獨家專訪，有煽動分裂國家或煽動顛覆國家政權、呼籲制裁香港特別行政區政府或中華人民共和國政府等用途。
在這次搜拘捕行動中，《立場新聞》被指控涉及違反《中華人民共和國香港特別行政區維護國家安全法》的煽動性報導及部落格文章至少有20篇，包括香港中文大學衝突2周年報導、何桂藍在囚專訪、鄒幸彤獲頒「中國傑出民主人士獎」、智能監獄等報導。李桂華另外表示有部落格文章表示將舉辦多場集會、成立代表團至不同國家游說、撰寫多份制裁名單等。他還質疑《立場新聞》資金充裕、並在英國設立分社，表示大部分資金以隱密方式傳入，會調查資金來源及英國分社「真正營運目的」，包括是否合謀他人危害國家安全、勾結外國勢力。
在香港警務處國家安全處舉行記者會後，《立場新聞》在Facebook公告公司即日停止運作，即時遣散約60名員工，並感謝所有讀者支持。同時公告提到《立場新聞》總編輯林紹桐請辭。晚上11時，《立場新聞》陸續移除網站及旗下社群媒體平臺的內容。網站刪除所有新聞內容，只有一則黑底白字的停止運作公告，表示其編採方針獨立自主，致力於守護民主、人權、自由、法治與公義等香港核心價值。同時Facebook粉絲專頁、Instagram等社群平臺全數關閉，擁有數百部影片的YouTube頻道刪除清空。
12月30日，前《立場新聞》英國分社主任楊天帥在Facebook宣布，英國分社同步停止一切業務、移除網站報導和社群媒體貼文，將在善後結束後解散，自己即日辭職。同日下午，吳靄儀、何韻詩、方敏生、周達智4人經通宵扣押約30個小時後，陸續獲准交保候查、離開警署。下午5時，何韻詩在前香港立法會議員陳志全、歌手黃耀明陪同下離開西區警署，雙手合十答謝後，由經理人陪同登車離去。吳靄儀在公民黨資深大律師梁家傑陪同下離開中區警區總部，感謝大家關懷，其後登上私家車離開。晚上6時，方敏生離開灣仔警署，雙手合十答謝後，登上丈夫張玉堂駕駛的私家車離開。

### 起訴被告

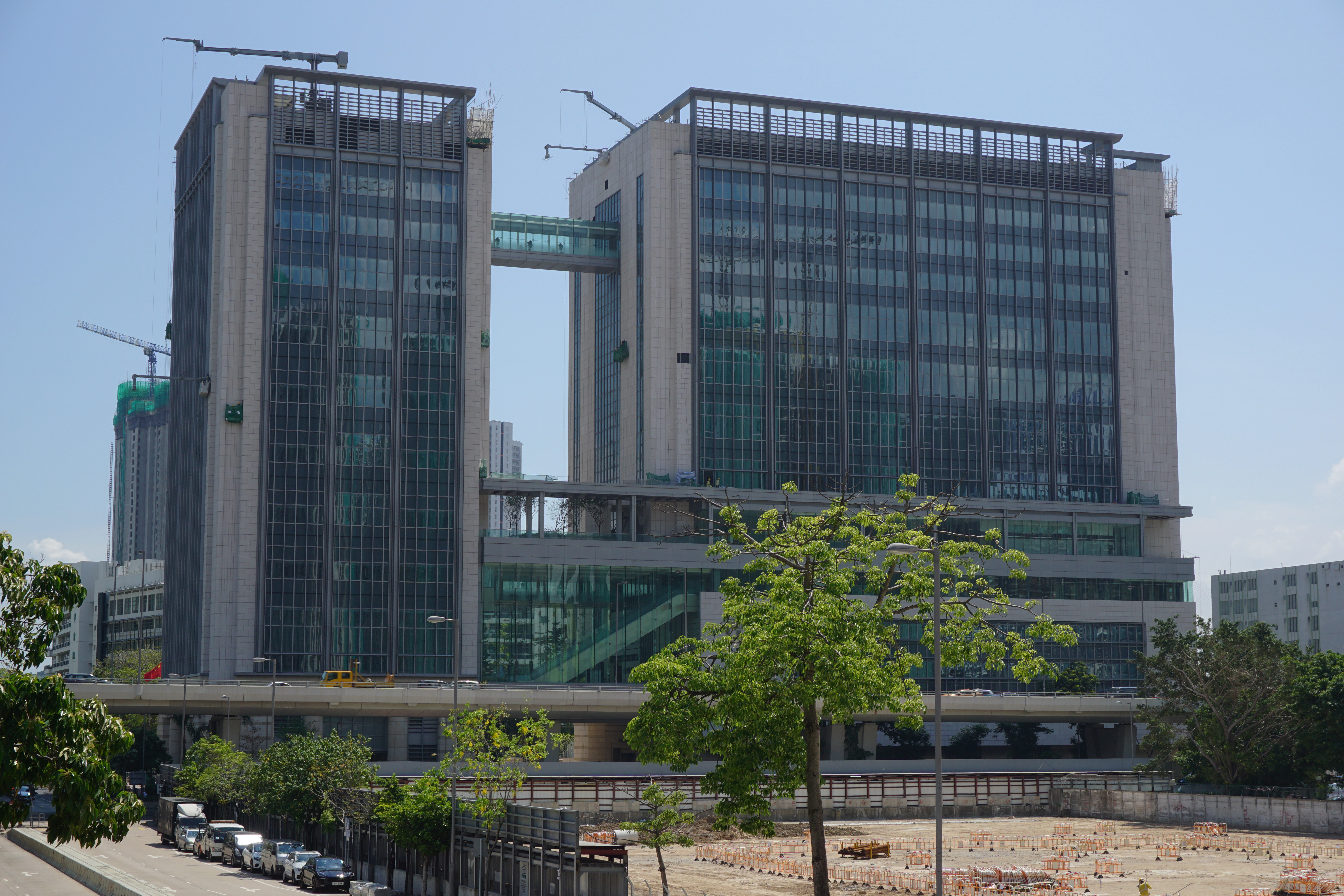
西九龍裁判法院拒絕《立場新聞》前總編輯鍾沛權、前署理總編輯林紹桐申請保釋，繼續還押。

12月30日早上，香港警務處國家安全處正式落案控告《立場新聞》前總編輯鍾沛權、前署理總編輯林紹桐及母公司Best Pencil（Hong Kong）Limited。同日下午，西九龍裁判法院正式提堂，由香港警務處國家安全處指控在2020年7月7日至2021年12月29日期間，三名被告犯下一項「串謀發布及/或複製煽動刊物」罪。控罪指稱被告在香港一同串謀及與其他人串謀，發布或複製意圖引起對中華人民共和國政府或香港特別行政區政府憎恨、藐視或激起對其離叛，激起香港居民企圖不循合法途徑改變香港依法制定事項，引起對香港法律制度憎恨、藐視或激起對其離叛，煽惑他人使用暴力或不守法等意圖的煽動刊物。
因病留院的林紹桐在這次提堂時，因為血壓偏高未能即時出發，Best Pencil（Hong Kong）Limited未按香港警務處國家安全處要求派代表出席聆訊。控方曾聯絡兩名公司員工、但遭對方拒絕，相關信件送往《立場新聞》觀塘辦公室。控方強調已有足夠證據起訴各被告，但因警方在《立場新聞》辦公室檢取大量文件、電腦及硬碟，需時間調查以確定是否有其他人被控，申請將案押後至2022年2月25日再訊。國安法指定法官、署理總裁判官羅德泉應控方要求，將案件押後至2022年2月25日再訊。對於鍾沛權、林紹桐申請保釋，羅德泉表示未能信納不會作出危害國家安全的行為而拒絕，裁定收押候審。
在法庭上，英國、美國、德國、荷蘭的香港領事機構人員，及陳朗昇等數十名前《立場新聞》前員工前往法院旁聽。《立場新聞》前員工還在西九龍法院大樓一帶追趕每輛駛出的囚車。12月31日，出院後的林紹桐被警方帶到西九龍法院提堂應訊，羅德泉詢問林紹桐身體狀况，並由法庭書記向林紹桐讀出控罪內容，其後繼續還押。不少《立場新聞》前員工情緒激動，相擁而泣。

### 審訊

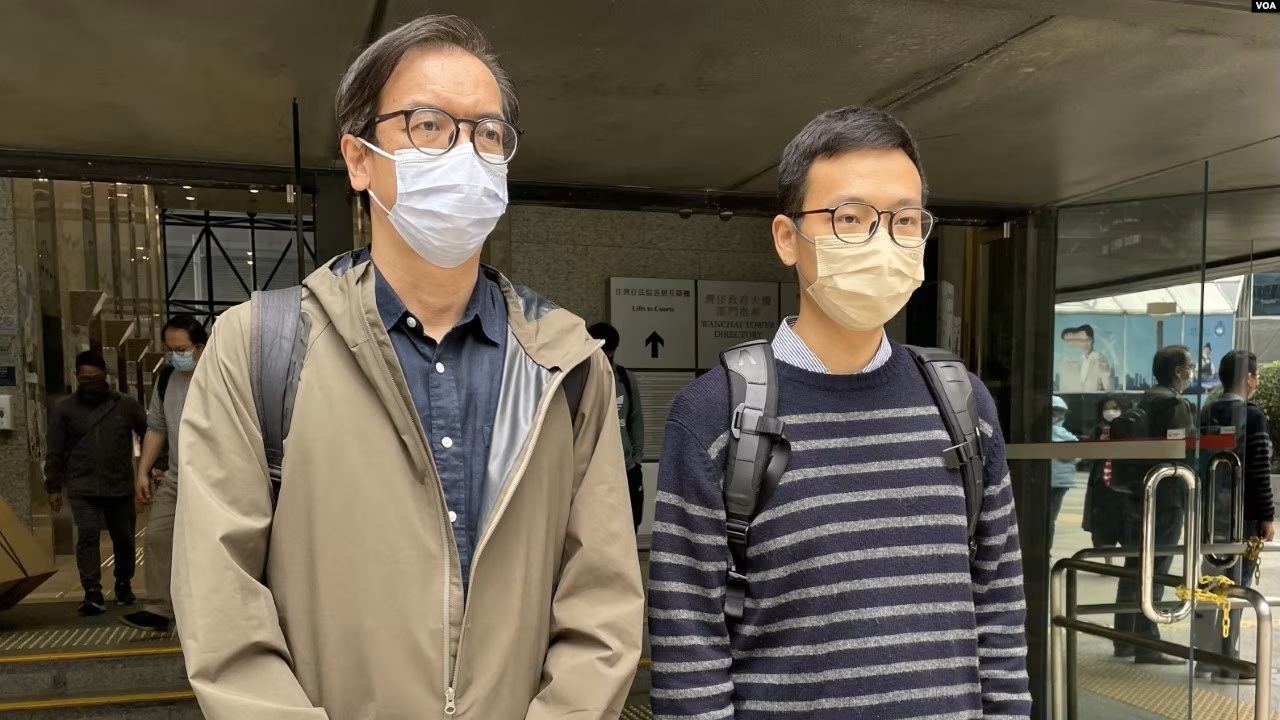
案件中的被告鍾沛權（左）及林紹桐（右）走出灣仔區域法院

案件由2022年10月31日開審至2023年6月28日，橫跨逾 7 個月。前《立場》總編輯鍾沛權在4月4日完成36日作供，另一被告前《立場》署任總編輯林紹桐不作供亦不傳召證人。
2022年10月31日，前《立場新聞》總編輯鍾沛權、前署任總編輯林紹桐，以及《立場》所屬公司被控「串謀發布煽動刊物」的案件進行審訊。控方指《立場》不僅是網媒，更是政治平台，特別是經過2019年反修例運動後，認為文章「推波助瀾」反政府，同時為非法人士「伸冤」、「戴光環」，「目的不言而喻」。而被告其後將部分文章暫時下架，檢視後重新發布，顯示他們知悉刊物或違法。辯方質疑警方沒提供所有搜證材料，控方呈6個文件夾、逾1,500頁文件，辯方決定申請永久終止聆訊，林紹桐亦在12月13日獲准保釋。就永久終止聆訊申請一事，控方傳召高級督察作供，他稱與上司和總督察兩度審視《立場》文章後，選出587篇「主觀認為」違法的文章截圖，又指因時間不多而隨意地網上揀選，從中選出100篇文章，與警司開會後，再選出 30 篇文章交予案件主管。高級督察指呈交30篇文章前，並沒有向律政司索取意見。控方透露，涉事博客文章作者包括浸大新聞系前助理教授杜耀明、全國港澳研究會會員陳凱文、前油尖旺區議員林兆彬、「葉一知」及「薯伯伯」等人。到12月22日，法官郭偉健指，辯方未能證明兩名被告因控方不披露或延遲披露「不使用材料」，導致不公平審訊，亦未能證明控方濫用法庭程序，終拒絕辯方的永久終止聆訊申請，被告須繼續受審。同日，控方呈交 19 張《立場》英國分社主任楊天帥的個人Facebook截圖，辯方認為這樣的審訊程序不能接受。不過法官聽畢控辯雙方陳詞後，認為控方新呈證據與《立場》英國分社有關，對審訊議題有幫助，認為法庭應該要接納，終批准楊天帥的Facebook帖文截圖呈堂。
到2023年1月4日，控方欲傳召警員就涉案文章的受訪者背景、中大衝突情況作供，以證明涉案文章與事實不符，而兩被告知悉涉案文章有煽動意圖。辯方質疑警員使用警方內部系統資料、案件判詞作為司法認知，並以其為供詞，做法不穩妥，「開咗一個唔係咁好嘅先例」，認為控方應引用公開報道。署理高級助理刑事檢控專員指出考慮煽動罪時，即使文章內容可能是真，只要說法符合條文中的犯案意圖，包括引起對政府的憎恨、對司法的藐視，亦可構成煽動。法官最後裁定，警員證人可就涉案文章的受訪者背景作供，至於中大衝突相關資料，法官着控方以其他方法呈堂。
到1月9日，控方播放鍾沛權的錄影會面，他警誡下承認知道涉案15篇文章的內容，並由他負責審批，及擁有最終決策權。法官郭偉健裁定案件表證成立。到1月20日，控方指《立場》曾刊登一篇名為《從北愛爾蘭抗爭經驗 看香港抗爭運動的未來》的文章，但很快便下架。鍾承認有此事，表示當時見到文章後擔心會有人鼓吹彷效恐怖主義之嫌，並指是同事錯誤地把文章設定在特定時間刊出。文章刊出後遭到橙新聞、大公報、文匯報等媒體批評。而鍾表示發現後已即時把文章下架。
到1月26日，控方指立場新聞在美國總統喬·拜登、世界衛生組織及中國均聲言不再用「武漢肺炎」說法下，仍沿用此說法是污名化。而前總編輯鍾沛權回應該字詞於2020年很普遍使用，並有合理性。他又指控方引用的《中時》報道的說法感疑惑，拜登並無點名列舉污名化。他又指政治漫畫中用上國家領導人習近平的照片，只是表達該病毒是在中國開始爆發。控方質疑這做法對國家有何好處。
到1月28日，控方主控官伍淑娟提到《立場》員工可選四字詞印在名片，認為有員工印上「星星之火」會令人聯想到「星火基金」引起旁聽席一度嘩然。她又指刊物《立誌》中，有頁面底色為黃色，質問是否有特別用意。前總編輯鍾沛權認為控方聯想是否可以如此「無邊無際」。
到2月8日，控方圍繞監警會就反修例運動的審視報告盤問，並提及多宗社會事件，包括陳彥霖逝世引發的質疑、「7.21 元朗事件」、「8.11 尖沙咀爆眼少女」、「新屋嶺事件」和2021年「7.1刺警案」等，稱以釐清事實。署理高級助理刑事檢控專員伍淑娟更兩度稱社會「失智」。惟鍾沛權認為，警監會沒有調查權，報告出現與事實不符的描述，亦指出原本負責報告的國際專家集體辭職，報告發表後，又有監警會前成員認為沒有公信力。
到2月13日至17日，控方就民主派初選候選人何桂藍及鄒家成的專訪內容進行盤問。控方指《立場》為何桂藍「鋪路」，以突出她為抗爭而參選。而鍾沛權表示她是新晉和受注目的政治人物，也不認為專訪有問題，並一度哽咽，指若非無可奈何，都不願將歷史紀錄刪走，指傳媒期望留下歷史初稿。而就鄒家成的專訪內容中，控方認為會煽動讀者憎恨中央，同時多次問及鄒家成的主張，是否屬顛覆國家政權。鍾沛權認為僅能表達他對中央的不信任，又指審批文章時，著重有否如實紀錄，他亦認為民主派初選審訊未有結論下，不應由他評論。
到2月20日，控方盤問鍾沛權，列舉拉登、普京、納粹德軍等假設例子，詢問鍾審批文章的界線。鍾沛權表示在極端情況下，「唔敢話一定唔發表，我會有猶豫，言論自由對我嚟講係接近一種信仰」。其中鍾沛權同意，在「9.11」事後，若有機會會訪問拉登，指其行為主張關乎重大公眾利益，不論自己有多不認同，都要如實記錄，但會配合其他文章，分析或批評其行為。
到2月24日，控方新呈4篇《國安法》相關文章，並詢問鍾沛權有關文章是否涉及煽動。辯方資深大律師余若薇兩度反對，指控方完成案情後，不斷提出新文章，控方又提及《立場》博客文章〈卡夫卡式香港〉，指作者將《國安法》下的香港與卡夫卡的名著《審判》類比，是煽動憎恨《國安法》。鍾不同意，指作者以文學作品借喻，表達對社會荒誕的憂心。控方稱不明白表達的內容。
案件原定於6月19日結案陳詞，因控方伍淑娟確診新冠肺炎，押至6月26日處理。控方援引多宗舊案例，包括1952年「大公報案」等，指煽動罪毋須證被告有煽動意圖，僅須證明涉案文章具煽動意圖。控方另引 1868 年愛爾蘭案例指，傳媒具影響力，能令煽動想法「如毒藥般擴散」，又指放諸現今社會，沒有一個媒介比《立場新聞》這樣的網媒更有效。她提到港府於 1996 年擬修訂煽動罪，沒提及「必須有意煽動公眾」，反映當局認為控方不可能證明被告的煽動意圖，否則變成「幾乎不可檢控」罪行。另外，控方亦引用澳洲案例，指在社交媒體上的留言，等同由該傳媒發布。控方署理高級助理刑事檢控專員伍淑娟指法庭不應衡量國安風險，而是應由政府及專家衡量，又指並非要禁制所有政治言論、評論，但應思索評論如何不涉煽動仇恨。伍續更指，即使是同一文章，要考慮發布時的背景和發布者的意圖，並指「就算其他傳媒有犯事，唔代表我唔可以告你。」她舉例指涉案何桂藍文章，辯方指其他媒體亦有相類報道。伍認為，沒作出起訴「可能係我哋唔知個情況存在」，因此控方不提控不涉合法性問題。
而代表辯方的資深大律師余若薇指，本案控罪的「串謀」元素並不清晰，又指被告之間的串謀協議「就係創刊辭」，希望履行傳媒責任，強調「辦報唔等於犯罪」。她又指，社會有人情緒不穩，不能「入我哋數」，「我哋係咪要做埋心理醫生，要心智未成熟嘅人唔好睇？你話要用咁低水平入罪嘅話，傳媒真係唔使做㗎啦」。就控方援引 1952 年「大公報案」，指煽動罪毋須證被告有煽動意圖，余若薇引用同一案例，指當中正正提到「被告心態」，反駁指控方須證明被告煽動意圖，「文章係冇腦、冇意圖嘅，如果你講意圖，係一定講被告」。余又以法官郭偉健審理的「羊村案」為例，指他早前已裁定控方須證明被告意圖，「唔可以話好難證明就唔使證明」。控方結案陳詞則否認，檢控《立場》是「雙重標準」，指即使是同一篇文章，都要考慮發布者意圖及當時背景等，「就算其他傳媒有犯事，唔代表我唔可以告你」，指出報道反香港利益人士的動向和主張，只「可報道但不可訪問」，又指何桂藍及潛逃海外人士的行為有損國安，「根本唔應該關注」。
到第56日審訊，辯方資深大律師余若薇早上陳詞指，控方案情出爾反爾、搖擺不定，「核心指控都會轉來轉去」。余引述案例指，被告有權知悉控方打算證明的案情，不能「五時花六時變」。她又指，17 篇涉案文章如實記錄時代呼聲，在事實層面上沒失實，引述第三方說法不涉引述錯誤，控方亦沒有指控文章構成實際國安風險。傳媒有責任報道第三方看法和公眾關注的議題，應尊重傳媒的判斷。辯方另指，在詮釋煽動罪上，控方以字面解讀條文，稱引起部分人「敵視、仇視及憎恨」就是煽動。余若薇認為，此測試門檻過低和不穩定，應採納較嚴謹尺度，「限制要達到某個程度先唔影響新聞自由」。控辯雙方完成結案陳詞，法官郭偉健押後案件至10月4日裁決。隨後司法機構再次推延至11月15日裁決，但未有解釋原因。

### 最終裁決和判刑

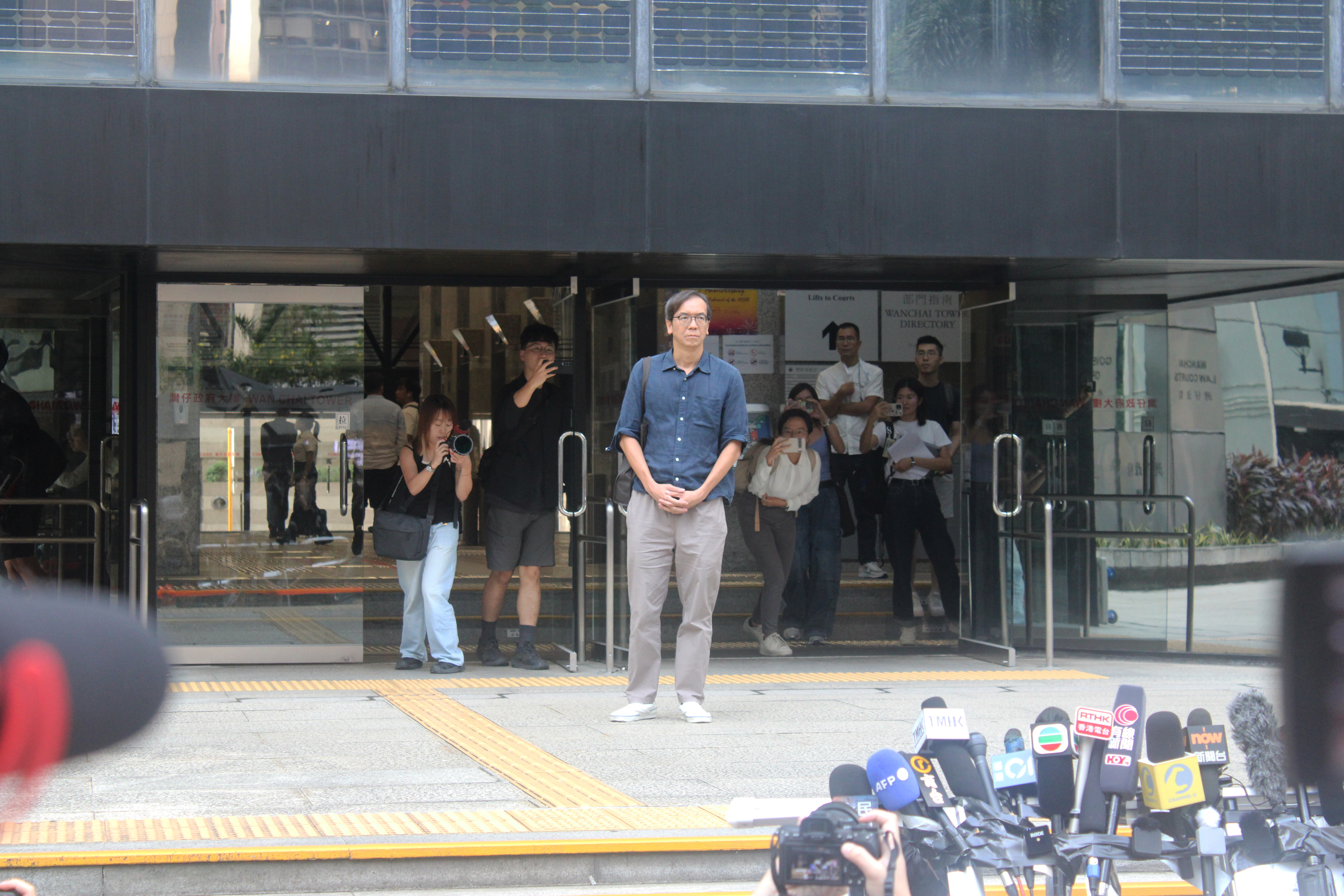
2024年8月29日，鍾沛權聽取判決後步出灣仔區域法院

2024年8月29日中午12時，鍾沛權抵達灣仔區域法院聽取判決，同時多國也派出領事到庭旁聽，資深傳媒人區家麟、前立法會議員邵家臻亦在正庭旁聽。而林紹桐則因病要接受化疗而缺席審訊，獲批准由律師代表。下午4時，法官郭偉健頒下判詞，裁定《立场新闻》的政治理念是本土主义，路线是支持及促进香港本土自主，在反修例期间更成为抹黑和中伤中央及特区政府的工具，煽動憎恨中央或特区政府、激起香港居民企圖不循合法途徑促致改變依法制定的事項；法官認為控方提供的17篇涉案文章中有11篇具煽動意圖，包括何桂藍的專訪、以及陳沛敏、區家麟等人撰寫的博客文章。因此裁定案中全數被告罪名成立，案件押後至9月26日判刑，被告續准保釋。資深大律師余若薇求情時指《立場》案與過往的煽動案不同，兩名被告均是新聞工作者，其職責是報導社會上的大小事，並非如其他煽動案件般在表達政治立場，又指兩名被告亦有報導不同的聲音，包括政府的意見。
下午4時，鍾沛權離開法院，在法院外讓傳媒拍照後，沒有回應提問便離去。

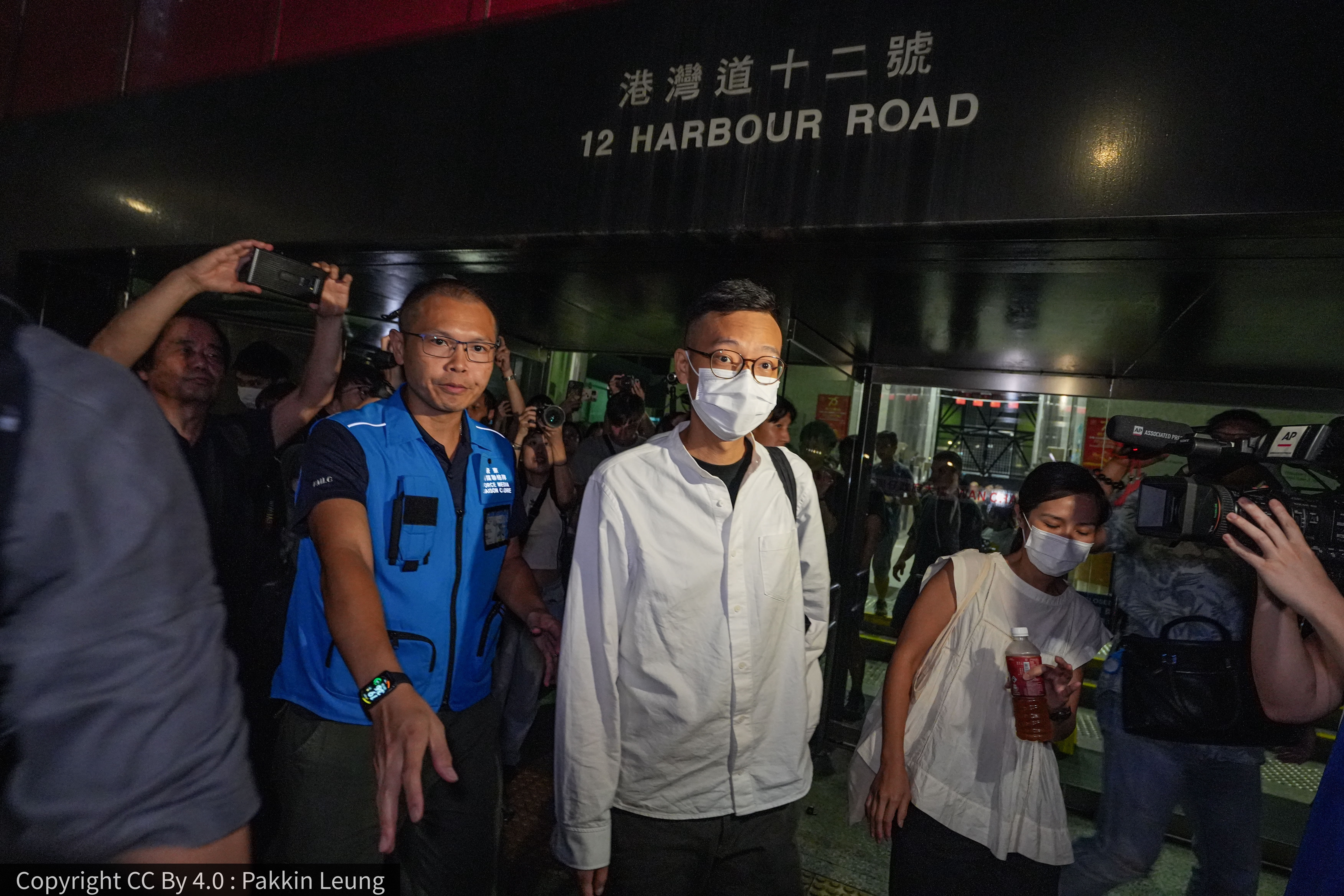
2024年9月26日晚上，林紹桐獲釋後步出法庭

2024年9月26日，《立場新聞》案於灣仔區域法院判刑，法官郭偉健判刑時指不同意辯方指被告誤墮法網，強調煽動罪自1938年已是罪行，法例「早已提供相關指引」，指「傳媒工作者可以發布甚麼，不可以發布甚麼」，而且重點是發布意圖，又說所有新聞工作者都知道應該報導真相。郭偉健又指，《立場》無疑發布很多新聞報道、但不代表不具煽動意圖，並說《立場》不是「單純的新聞工作者」，《立場》曾於2020年民主派初選首日發布何桂藍專訪，而「其他參選人沒有相同待遇」，認為《立場》替何桂藍助選，重申《立場》意圖發布煽動言論。法官又指被告並非執行真正傳媒工作，而是「參與當時所謂的抗爭（即反修例運動），與政府抗衡」，認為判處監禁為唯一合適刑罰。
法官以監禁23個月為鍾沛權的量刑起點，同時減刑兩個月，最終判他監禁21個月。至於林紹桐的判刑，法官以14個月為量刑起點，並因應他的健康狀况進一步減刑，讓他不用即時入獄，另判《立場》母公司罰款5000元。林紹桐不服定罪，向香港高等法院提起上訴。

## 各界反應

### 政府機構

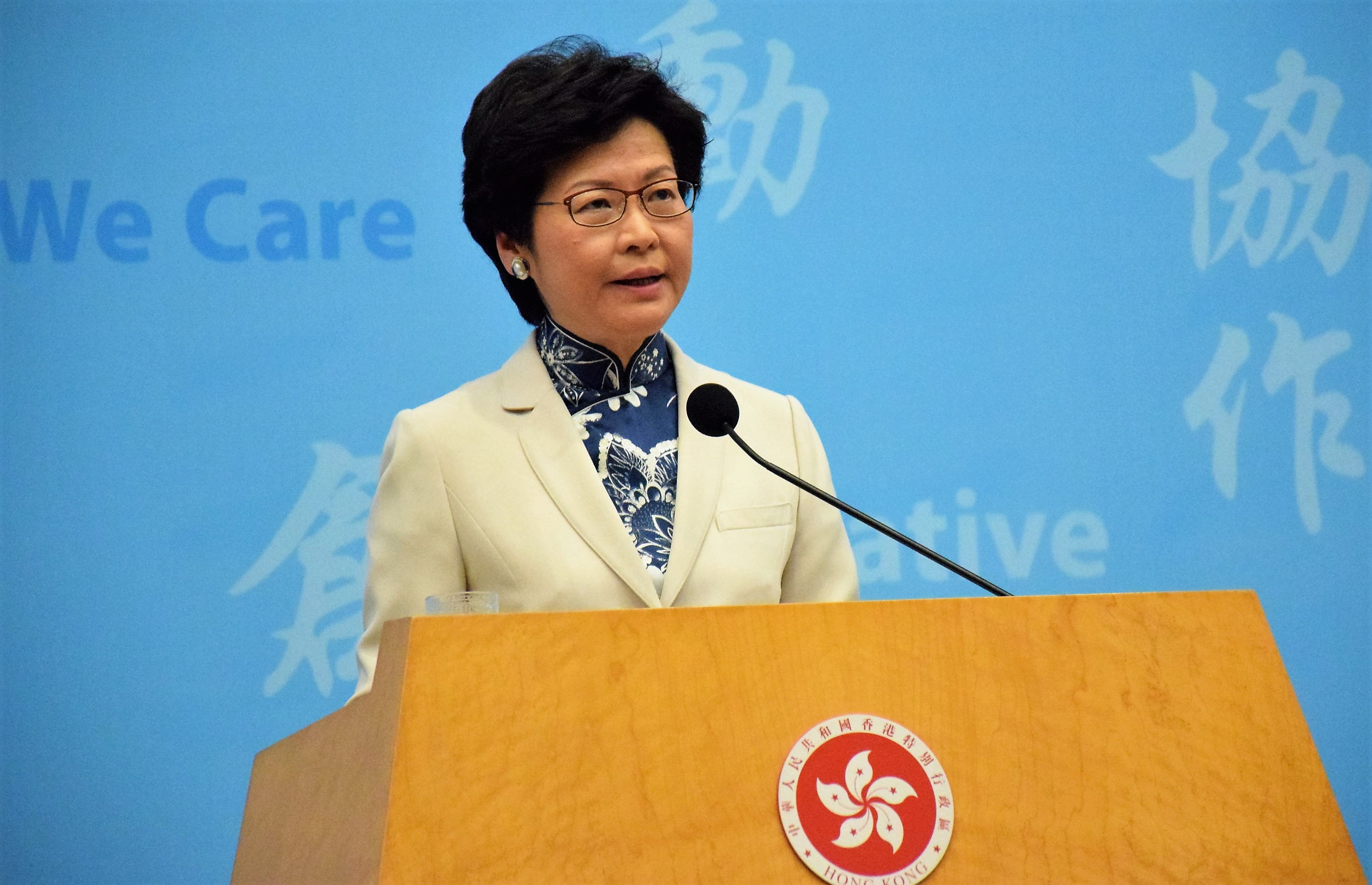
香港特別行政區行政長官林鄭月娥不認同這次事件對新聞工作者構成寒蟬效應，並批評外國政府「妄下定論」

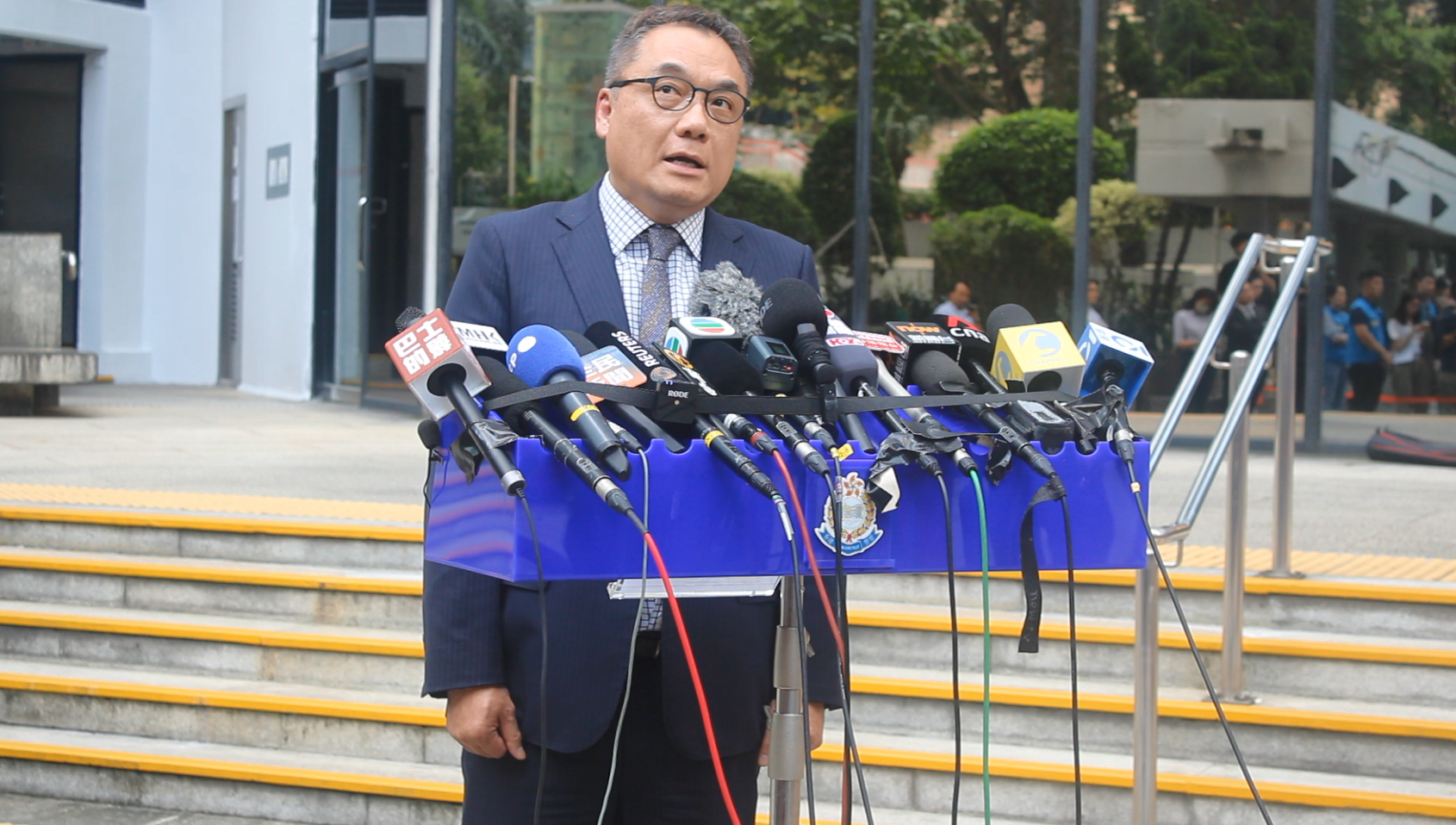
國家安全處總警司李桂華指新聞及言論自由並非絕對，當影響國家安全及公共秩序時、應該予以限制

在年結記者會上，香港特別行政區行政長官林鄭月娥表示不評論警方的執法行動，但並非針對某些立場的媒體，亦非「整頓反對派媒體」，不認同對新聞工作者構成寒蟬效應，重申可繼續批評官員。對於拘捕行動遭到一些西方國家批評，林鄭月娥反駁不能把執法工作與打壓新聞自由或民主扯上關係，批評西方國家組織和政府官員的評論「妄下定論」、「踐踏法治」。同時其未正面回應政府是否採取高壓政策路線，及回應曾在社會福利議題長期交手的方敏生被捕一事。其後她還表示網路媒體停止運作是媒體自己的決定，不可與香港的新聞自由直接掛鉤。
香港特別行政區政府指控西方國家政府、傳播媒體和組織試圖扭曲事實，惡意詆毀依法進行的執法行動，是粗暴干預香港事務、反映其雙重標準。同時表示警方這次行動是針對被捕人士的犯罪行為，嚴格依照法律和證據，與新聞自由和出版自由完全無關。香港特別行政區政務司司長李家超表態支持警方依法拘捕《立場新聞》多名現任及前任高層，譴責有人披着「新聞外衣」、利用新聞工作達成政治目的與非法勾當，以危害國家安全的犯法行為破壞及污染新聞自由，香港特別行政區政府會嚴厲打擊；而真正的新聞工作者應反對，並與他們保持距離。
律政司司長鄭若驊在部落格表示言論自由和新聞自由並非絕對，行使該等權利時會受法律及達致合理目的而必須作出的規定所限制，但受保障的正當新聞活動與危險國家安全犯罪行為間的界線非常清晰。同時她指稱一些海外政客及機構提出毫無理據的批評、公開要求釋放案件被捕者，公然違反國際法和不干涉內政的基本原則，並對法治欠缺尊重。2022年1月1日，警務處處長蕭澤頤表示《立場新聞》公司與前高層人員涉嫌「串謀發布煽動刊物」案已進入司法程序，強調警方行動是依法執行，不排除有更多人被捕。
另外在12月29日，保安局局長鄧炳強根據《中華人民共和國香港特別行政區維護國家安全法》第43條實施細則附表3發出凍結財產通告，公布凍結《立場新聞》港幣約6,100萬元資產，是歷來香港警務處國家安全處偵破案件中金額最大的一次。其中由香港警務處國家安全處調查資金來源，且對部分資金流往英國分社的方向展開調查。同時警方在此次案件通緝多名涉案人士，包括移居澳洲的《立場新聞》創辦人暨董事蔡東豪，及在日本的前董事練乙錚。
香港政府在裁決之後發表聲明，形容裁決「彰顯公義」，指從法庭的裁決理由可見「《立場》完全罔顧事實，違背國際人權公約所強調新聞從業員必須遵守的特別責任和義務」；稱裁決打壓新聞自由的説法，「完全站不住腳」。同時指，香港市民、包括新聞工作，一如既往可以自由作出基於事實的評論或批評，及依法享有和行使新聞和言論自由，無須擔心會誤墮法網。國安處總警司李桂華裁決後於法院外會見傳媒，指控方展露很多證據，證明《立場》透過很多報道、博客等發布具煽動意圖的文章，而法官於判詞中亦清楚指出「控罪合憲」，又指新聞及言論自由並非有絕對自由，當影響國家安全及公共秩序的情況時，應該予以限制；有記者提問指，會否向11篇具煽動意圖文章的作家作進一步行動，李桂華指會先查核該作者撰文時，是否具煽動意圖。政務司司長陳國基出席活動後在記者會上回應《立場》案，強調政府是非常尊重新聞自由、且受法例保障，所有記者「只要依事實報道任何事情，不會有限制新聞自由的情況出現」；又指批評政府不是不可能的事，且每日報道亦有不少是批評政府。

### 政界人物

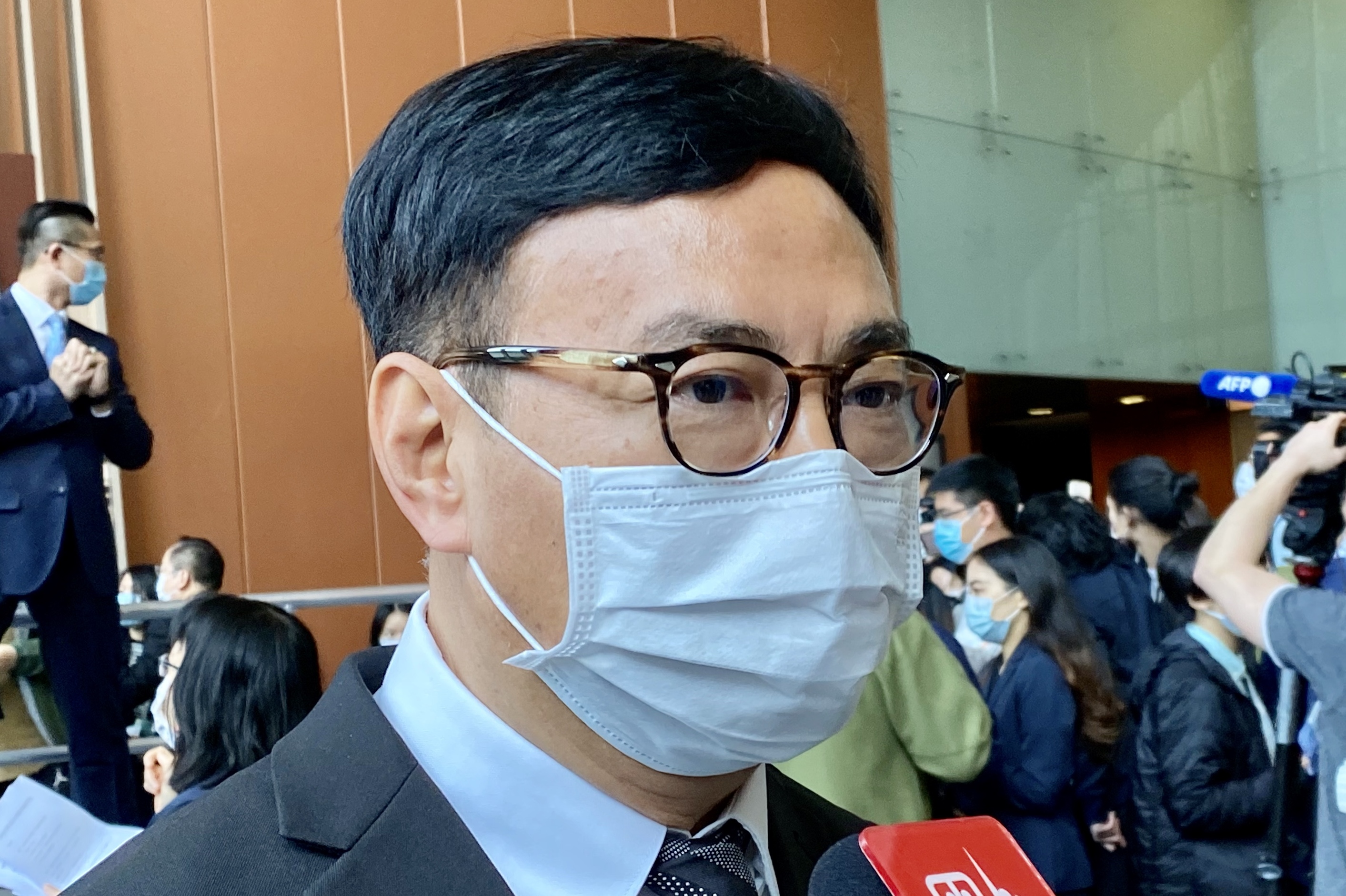
新思維主席狄志遠因案件進入司法程序而難以評論，認為警方要盡快交代細節。

數名候任香港立法會議員接受查詢時，對《立場新聞》事件表達意見。選舉委員會界別候任議員、香港特別行政區全國人民代表大會代表陳曼琪支持警方嚴正執法，表示任何自由並非不存在限制，強調必須受制於國家安全及公共秩序。陳曼琪還認為《中華人民共和國香港特別行政區維護國家安全法》除了是全國性法律，也激活香港原有維護國家安全的法律。自稱非建制派的新思維主席、候任議員狄志遠表示事件已進入司法程序而不能評定情況，但知道有社會人士擔心言論自由，認為警方要盡快交代細節。對於警方引用的煽動罪是否應修訂，狄志遠表示要看案情的發展。
代表新聞界的體育、演藝、文化及出版界功能界別候任議員霍啟剛回應，需要待警方對事件調查後才能作出評論。但他認為《中華人民共和國香港特別行政區基本法》保障所有香港人及傳播媒體機構的新聞自由與言論自由，相信所有行動都依法進行。法律界功能界別候任議員林新強則表示相信法律保障新聞自由，並希望民眾對香港的法律有信心。候任議員李梓敬則表示自己對於香港警務處和法庭有信心。其後89名候任香港立法會議員發表聲明，表示全力支持警方涉及《立場新聞》的執法行動，並要求警方深入調查立場新聞的資金來源及用途。
民主建港協進聯盟（民建聯）、香港工會聯合會（工聯會）等建制派政團齊聲支持警方的拘捕行動，前者更點名《立場新聞》部分報導煽動仇恨警方。新思維則促請香港警務處國家安全處解釋拘捕原因及所涉罪行，以免影響外界對新聞自由收窄的觀感。另一方面，全國人民代表大會常務委員會常務委員譚耀宗表示，不認為警方對《立場新聞》的拘捕行動會帶來寒蟬效應或打擊新聞自由。香港行政會議成員張國鈞則是質疑《立場新聞》停止運作的原因。民主黨主席羅健熙表示警方以串謀發布煽動刊物罪拘捕傳媒管理層茲事體大，對社會復和十分不利，敦促警方向公眾交代具體理據。
在香港民主派初選大搜捕獲得保釋的鄒家成在Facebook專頁上為記者加油。針對香港《蘋果日報》、《立場新聞》高層接連被控「串謀發布煽動刊物」，流亡海外的前香港眾志主席羅冠聰分别在Facebook和推特发文，形容该罪已经成为针对传播媒体、言论自由“最厉害的绝招”。当新闻自由成为人权讨论的焦点时，中国共产党不断向敢于挑战他们、说真话的记者和媒体提出指控，而拘捕何韵诗和吴霭仪就是最好的例子。臺灣香港協會理事長桑普分析法治社會與媒體自由兩大支持香港一國兩制的基石已經喪失，許多香港人只剩進入「小監獄」、留在香港全境「大監獄」、或流亡移民其他地方。

### 法律界別
香港行政會議成員、資深大律師湯家驊表示《立場新聞》停止運作並非受到警方命令，且事件不涉及任何新聞報導，因此指稱事件影響新聞自由是錯誤的看法。同時他表示若有人刻意成立訪問平臺，讓違反《中華人民共和國香港特別行政區維護國家安全法》的在逃者繼續宣揚違法言論，不屬於「正常新聞報導」、而是推廣犯罪的行為。他也希望警方盡早就這次案件列出有機會構成煽動、涉及違法風險的文章清單，讓市民知道這些有關文章存在問題。
大律師查錫我指出4名董事以涉嫌串謀發布煽動刊物罪被捕，一旦被控預料會有法律爭議，需要法庭釐清。前香港大學法律學院教授戴大為認為香港特別行政區政府改用「煽動罪」，是要涵蓋被告在《中華人民共和國香港特別行政區維護國家安全法》法例生效前的行為。
法庭裁定煽動罪成後，港大法律學院客席教授陳文敏接受《法庭線》訪問時形容，裁決劃定的煽動界線模糊，舉例指何桂藍專訪被裁定屬於煽動，質疑傳媒是否從此不能刊登政見較激進者訪問，憂慮傳媒日後難以拿捏紅線；他又對法庭未有考慮立場新聞其他內容表示遺憾，指判決猶如以一張圖片界定醫科教科書屬於淫褻不雅，認為判詞未能充分解釋如何推論編輯認同煽動觀點。他又指判詞部分內容過於主觀，例如法官形容2019年區議會選舉成為「宣傳政治的公投」，指「民粹年代當時已降臨香港」，質疑法官滲入個人政治判斷。法律評論員黃啟暘亦質疑部分法庭判詞內容混淆事實陳述與價值判斷，部分被指欠缺事實基礎的文章只是法官不同意其判斷，以此推論文章構成國安威脅有點牽強；他又指歐洲人權法院及英國法院均認同新聞自由比一般言論自由更應受保護，質疑法庭未有充分考慮相關原則。行政會議成員、資深大律師湯家驊則認為裁決沒有收窄言論自由，指事件與1998年有報章因為辱罵法官文章被裁定刑事藐視法庭一樣，又將案件與Telegram創辦人因為容許平台上兒童色情、販毒等犯罪行為被捕比較，指對方單純放任不法行為已經被拘捕，但西方國家卻沒有指事件損害言論自由，指兩宗案件本質上沒有分別。

### 新聞媒體

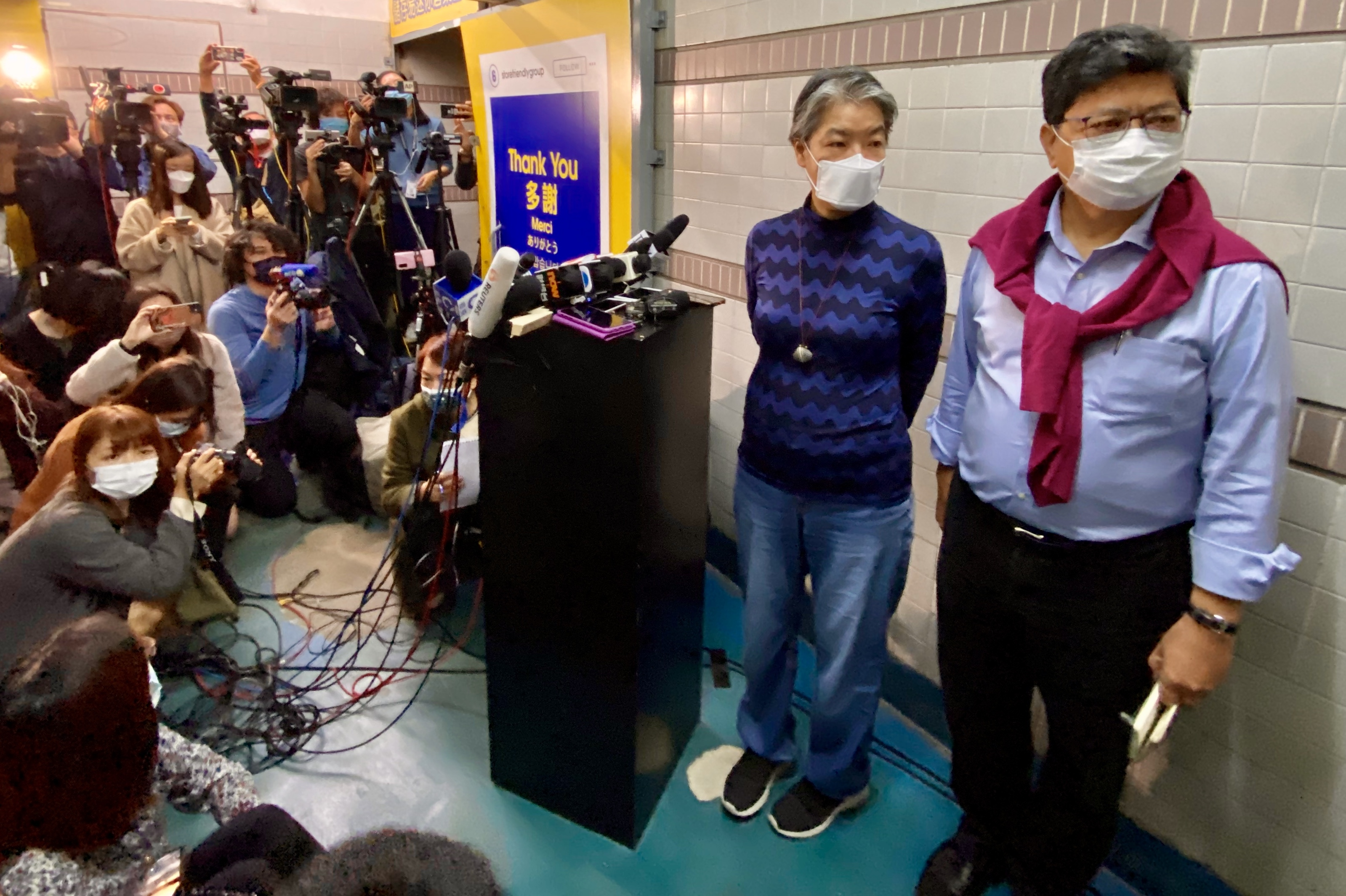
2021年1月3日，在《眾新聞》宣告停止營運後，總編輯李月華與主筆楊健興在長沙灣辦公室外向傳播媒體交代事件情況。

《立場新聞》是繼壹傳媒與《蘋果日報》之後，2021年第二間遭香港警務處國家安全處搜查而停止運作的香港傳播媒體。這次媒體停運被視為標誌香港獨立媒體的消亡，且民主派僅存媒體情況並不樂觀，多個香港傳播媒體組織關注事件。香港記者協會發表聲明表示深切關注，促請政府按照《中華人民共和國香港特別行政區基本法》保障新聞自由。其後香港記者協會對《立場新聞》停止運作表示痛心，會盡力為受影響員工提供協助，並深切關注香港警務處國家安全處1年內多次拘捕傳播媒體高層及搜查新聞機構辦公室，認為對新聞自由造成極大衝擊。
香港新聞工作者聯會回應對有關判決表示堅定支持，指法庭根據大量確鑿證據依法作出判決，彰顯了高度的法治精神，得到社會各界的支持。新聞聯指《立場新聞》長期以媒體身份和所謂「新聞自由」為擋箭牌，在修例風皮期間肆意抹黑和攻擊中央及特區政府，煽動社會仇恨。法庭以事實為準繩、以法律為依據，裁定三名被告全部罪成，證據確鑿，無可爭議，強調案件無關新聞自由，而是違法和守法的問題。

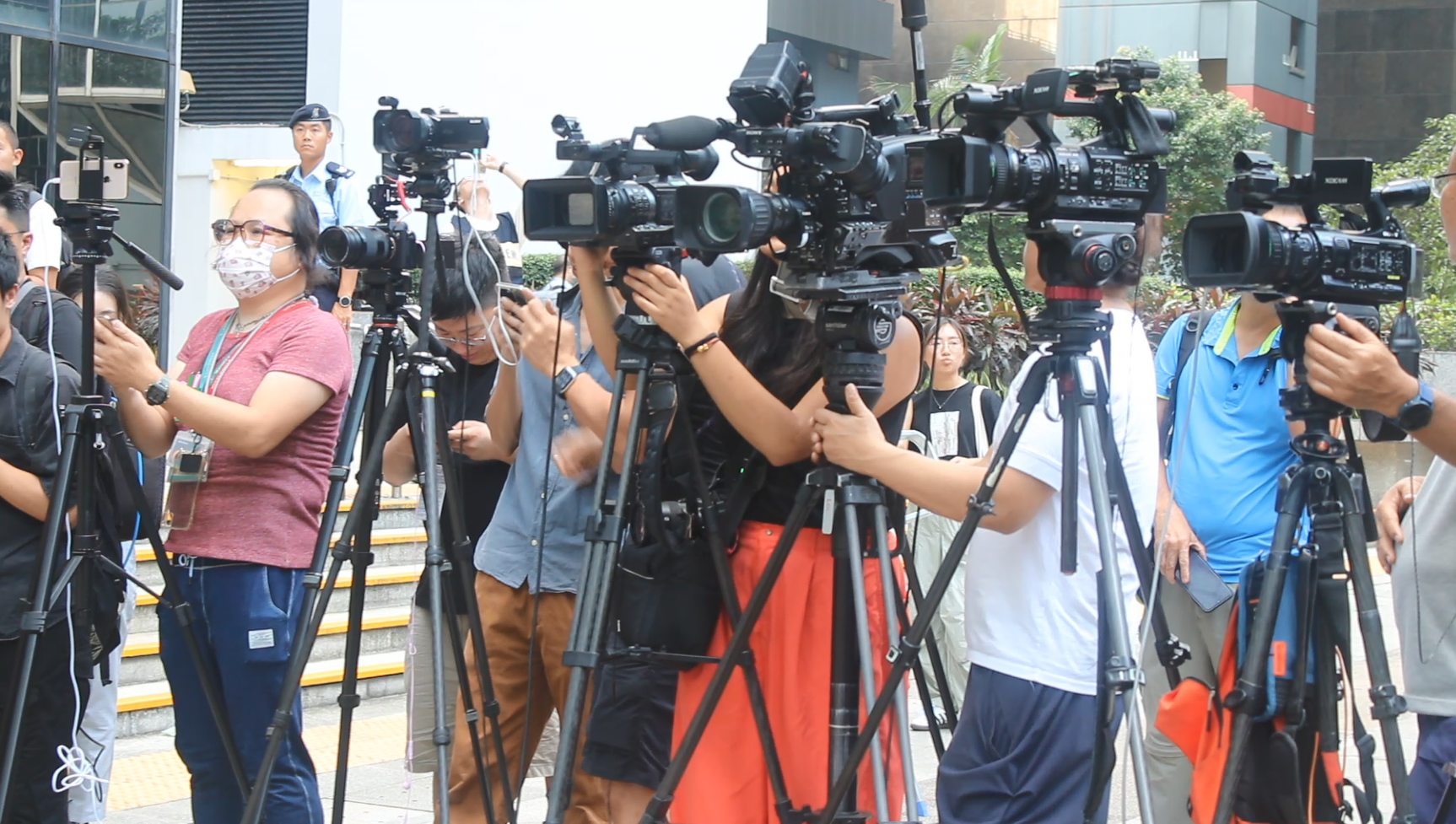
有非政府組織認為《立場》案會進一步打壓香港的新聞自由。也有記者受此案影響，選擇退出新聞行業、甚至離開香港

香港外國記者會同樣發表聲明深切關注事件，表示行動進一步打擊香港新聞自由、令傳播媒體生態繼續走入嚴寒，敦促尊重新聞自由。香港記者協會主席陳朗昇形容警方質疑《立場新聞》資金來源的說法「不公道」，表示是過去直播工作的成果。他表示《立場新聞》的新聞報導專業毋庸置疑，任何罪名無法改變這個事實。《眾新聞》主筆兼前香港記者協會主席楊健興，形容網路媒體董事大致「放手去做」，甚少干涉日常及編採事務。創辦「獨立媒體 inmediahk.net」的葉蔭聰表示明顯感到寒蟬效應，擔心若更多專業核實資訊的機構消失，社會將出現更多謠言。
對於李桂華解釋串謀發布煽動刊物的行動並非針對傳播媒體報導，而是文章是否具煽惑意圖、煽動性，令人憎仇政府、司法或民間不同人士，楊健興認為該煽動演繹的界線寬廣，純事實報導亦可能令讀者憎恨政府，允許官方回應言論的標準亦相當奇怪，期望不是將個別媒體定性、標籤。香港浸會大學高級講師呂秉權認為新聞界出現寒蟬效應，獨立媒體與政府互信較淺，政治法律風險較高。他提到傳播媒體被指煽動而入罪的門檻很低，新聞工作愈來愈難做，且會更謹慎選擇受訪對象。另一方面，香港新聞工作者聯會則是支持警方執法行動，強調沒有人能凌駕在法律之上。
同時這次行動影響其他香港媒體，《香港獨立媒體》、《眾新聞》等被視為下一個可能目標。同日，香港網絡廣播電台宣佈停止運作，結束其9年的歷史;網媒知線新聞總編輯發表聲明指因無法保障攝影師與記者在國安法下採訪安全，宣佈已於12月28日起停止運作並退出香港網路記者協會。12月30日，《香港獨媒新聞》表示自隔年1月1日起停止運作，相關人員解散。2022年1月2日，《眾新聞》宣布於1月4日停止營運、網站停止更新，合作的「眾聲號」亦停止製作。公告表示傳播媒體生存環境惡化，無法毫無擔憂達成理念，必須先確保所有人平安。總編輯李月華與主筆楊健興表示觸發點是《立場新聞》多人被捕，不排除過去報導「暴露風險」，將遣散40多名員工。1月3日，前香港立法會議員黃毓民創辦的《癲狗日報》宣布停止運作，MyRadio在香港所做的節目暫時下架。1月6日，網媒「夠薑媒體」宣佈停止媒體業務。1月7日，「聚言時報」宣佈遣散編輯部並停止運作。1月8日凌晨，網媒「白夜」宣佈停止運作，稱感謝每一位讀者，指「黎明之前最是黑暗」，其網站已無法進入。
此案有罪裁決傳出後，香港記者協會發聲明指《立場》案明確反映了香港新聞自由的衰落，對香港新聞業界造成不可逆轉的傷害；政府年初將煽動罪的最高刑罰增至7年監禁，加劇新聞工作者的擔憂，「深化寒蟬效應，對新聞自由構成更嚴重的傷害」。聲明同指，連同《立場》案，眾多事件均反映新聞自由正嚴重倒退，同時表示記協強烈反對使用煽動罪、港區國安法及《維護國家安全條例》等法例，檢控按《基本法》行使其權利進行新聞工作的人士。香港資深傳媒人員聯誼會則表示支持法庭判決，說新聞自由不能作為擋箭牌或幌子，稱「記協已不能代表香港記者發言，其根本是一個政治組織、為西方某些政治勢力在香港的傀儡」。

### 演藝娛樂
何韻詩先前曾經宣布將2022年1月2日舉行網上演唱會，在其被捕後，樂隊排練如常。何韻詩圈中好友黃耀明、杜汶澤、王宗堯均留言表達感受，其中黃耀明轉發其帖文並留言：「你固執得真漂亮。」在臺灣的杜汶澤在Facebook上載與何韻詩的合照，感嘆香港人已經開始習慣清晨收到壞消息，並向何韻詩喊話：「我知你不會怕。」12月31日，在獲准交保候查後，何韻詩透過Facebook發文報平安，並表示當日是其師父梅艷芳的死忌，強調按照原訂計劃舉行線上音樂會。1月2日，何韻詩舉行戶外營火網上音樂會，並以梅艷芳的《夕陽之歌》作結。

## 其他反應

### 兩岸四地

#### 中华人民共和国（中國大陸）

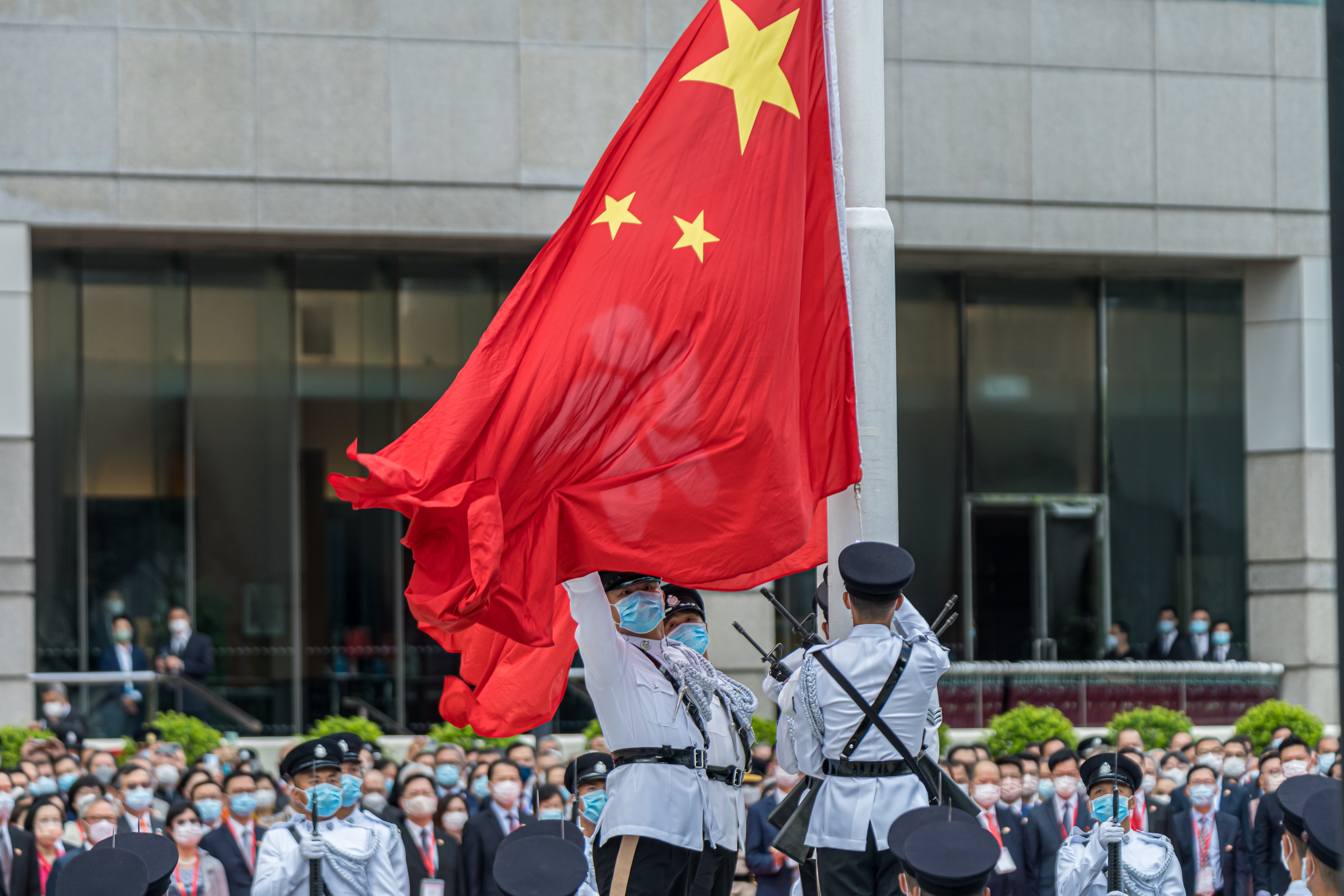
中華人民共和國政府對於香港警務處拘捕《立場新聞》人員行動表達支持。

中華人民共和國外交部、中央人民政府駐香港特別行政區聯絡辦公室等均表示堅決支持香港警務處依法拘捕《立場新聞》人員，嚴正執法。對於美國、加拿大、歐洲聯盟等表示關注，中華人民共和國外交部發言人趙立堅回應指稱，美國應該停止以所謂「自由」之名干涉中國內政。國務院港澳事務辦公室表示西方政客對新聞自由和言論自由的抹黑完全是顛倒黑白。中國駐英國大使館發表《就英方官員涉港錯誤言論答記者問》，反對英國外交、國協及發展事務部官員公然干涉中國內政，表示任何組織和個人違反法律都受到法律制裁，而香港警務處的行動完全是依法行事，事實不容歪曲。
外交部駐港特派員公署回應表示香港警務處依法採取行動，是維護國家安全、捍衛香港法治與社會秩序的「正義之舉」。同時強烈不滿和堅決反對美國、英國、加拿大、澳洲及聯合國人權事務高級專員辦事處就事件的言論，批評有關評論是對香港警務處依法執法說三道四、肆意抹黑。其更指出香港並非政治表演場地，指控「外部干預勢力」屢次攻擊香港新聞自由、蓄意渲染「寒蟬效應」，是破壞香港繁榮穩定，任外部干預抹黑都註定失敗，要求外部勢力停止干預香港事務和中國內政。
香港中聯辦指控《立場新聞》是披著傳播媒體外衣的政治組織，並表示《立場新聞》涉案人員被拘捕是「多行不義必自斃」，與新聞自由沒有半點關係。官方媒體《人民日報》同樣在社論中指控外國政客對香港警務處依法執法肆意抹黑，而《立場新聞》是徹頭徹尾的政治組織。全國港澳研究會副會長劉兆佳表示「反對聲音」和「反中亂港」之間的界線不易釐清，並分析政府對付《立場新聞》的目標是為其他媒體「立下旗杆」。

#### 中華民國（臺灣）

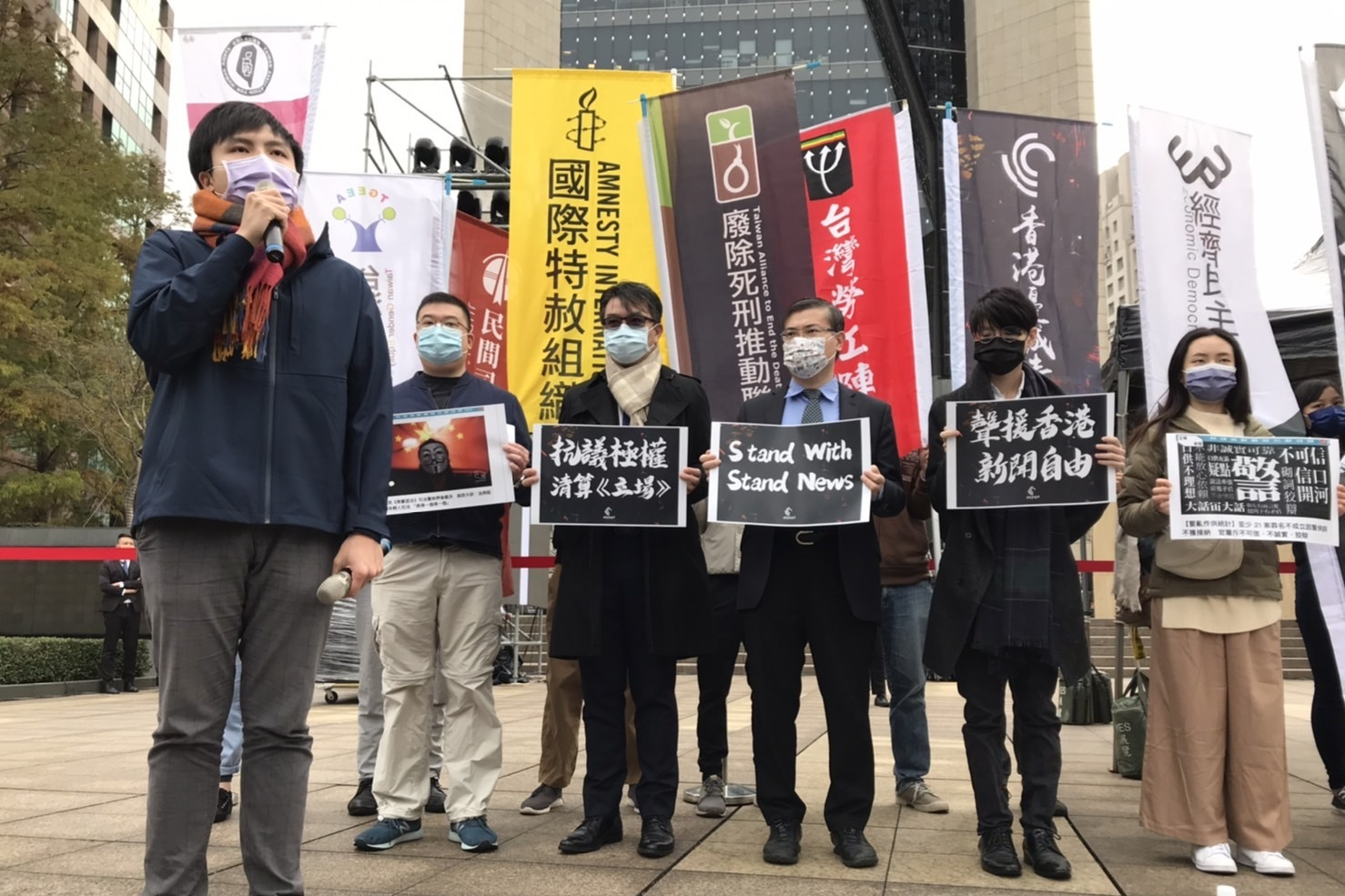
2021年12月30日，臺灣多個公民團體在臺北市舉行聲援《立場新聞》記者會。

早在12月29日，中華民國總統蔡英文在Facebook發文，表示遺憾再次見到中華人民共和國政府打破一國兩制的承諾，再次箝制打壓香港的言論自由。其後在2022年新春談話中，蔡英文提到追求民主自由不是犯罪，並擔心香港的人權與言論自由。行政院院長蘇貞昌在行政院會議中，譴責中華人民共和國未遵守一國兩制、五十年不變的承諾，並提到要守住國家主權和臺灣安全才有民主自由。大陸委員會副主任委員邱垂正指出這次事件戳破一國兩制謊言，香港近期一再出現針對言論自由與出版自由的箝制、逮捕行為是「文字獄」，並與國際社會一起支持香港人。
民主進步黨譴責中華人民共和國政府和香港特別行政區政府全無視國際社會對香港情勢惡化的高度憂持，續公然撕毀一國兩制承諾、扼殺香港民主自由，呼籲國際社會與臺灣各界嚴厲譴責壓迫政治自由的惡行。中國國民黨表示始終支持香港的民主法治、言論自由與新聞自由的普世價值，共同保護兩岸三地民眾對於民主自由的追尋權利，並呼籲中華人民共和國政府尊重年輕世代對於民主價值與言論自由的看法。臺灣民眾黨和時代力量亦在Facebook聲援，前者指出香港特別行政區政府一再以言入罪只會更失人心，後者則表示任何政權只要開始限制媒體自由就是瓦解起點。
民主進步黨籍立法委員范雲認為香港政府的野蠻程度令人心驚，時代力量籍立法委員王婉諭亦表示感到心寒，並呼籲家一起關心《蘋果日報》與《立場新聞》的後續判決與消息。無黨籍立法委員林昶佐表示國際社會都在關心香港民主自由的發展，中華人民共和國政府與香港特別行政區政府應該思考為何他們總是站在國際社會趨勢的對立面，且不要忽視香港人民追求自由民主的聲音。臺北市市長柯文哲在Facebook上聲援，表示中華人民共和國政府對媒體的壓迫不會得到國際社會尊重。無黨籍臺北市議員林穎孟則表示中華人民共和國對香港五十年不變完全破功。
12月30日，臺灣多個公民團體和在臺香港人團體，在臺北市中國銀行前舉行「聲援香港新聞自由，抗議極權清算『立場』」記者會聲援《立場新聞》，同時呼籲政府儘快修法及提出配套，完善更多前來臺灣的香港人庇護機制。大陸委員會則表示中華民國政府將強化對香港人人道援助措施，預告增列在臺灣修讀碩博士就學可以折抵居留時間。在臺灣居住的香港漫畫家柳廣成透過鉛筆繪製畫作，聲援《立場新聞》。

### 國際社會

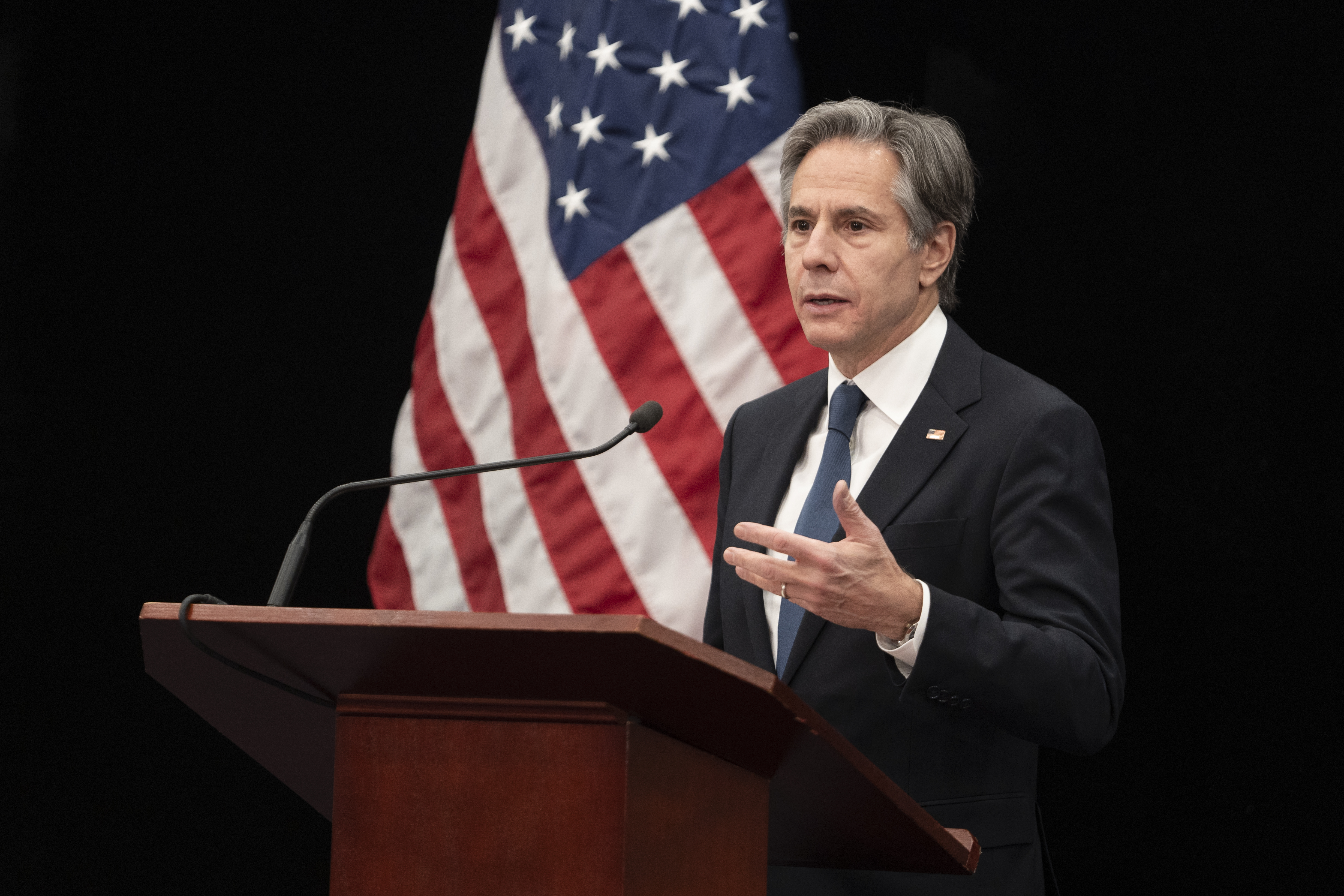
美國國務卿安東尼·布林肯敦促立即釋放遭不公正拘留和指控的記者和高層。

《立場新聞》遭香港警務處國家安全處搜查，6名前任或現任高層被捕、即日停止營運，事件加深香港媒體崩潰的擔憂、備受國際社會關注，美國、英國、加拿大、德國等發表聲明譴責。美國國務卿安東尼·布林肯透過美國國務院發表聲明，強調新聞工作並非煽動叛亂，要求停止針對獨立傳播媒體，並立即釋放那些被不公正拘留和指控的記者和高層。美國人權基金會亦要求立即釋放何韻詩。英國外交、國協及發展事務部亞洲事務國務大臣阿曼達·米林批評事件進一步侵蝕香港言論自由，並與國際伙伴一道譴責打壓媒體自由行為。
香港監察執行總監貝內迪克特·羅傑斯表示當傳播媒體被標籤為煽動時，香港已經「淪為警察社會」。加拿大朝野特別關注持加拿大籍人士何韻詩的情况，加拿大全球事務部部長趙美蘭強調加拿大永遠都會挺身支持民主和新聞自由，並與國際盟友合作繼續發聲。法國外交部表示十分關切香港媒體與言論自由，呼籲保障並遵守《中華人民共和國香港特別行政區基本法》。韓國外交部發言人崔泳杉表示一直關注有關動向，且大韓民國政府希望香港在一國兩制的方針下享受高度自治。德國外交部則表示從《中華人民共和國香港特別行政區維護國家安全法》生效以來，香港多元化、言論自由和新聞自由不斷被侵蝕。
聯合國人權事務高級專員辦事處發表聲明，表示對香港特別行政區政府持續打壓公民社會感到震驚，並提到香港受到《公民權利及政治權利國際公約》的約束。歐洲聯盟對外行動署發言人彼得·斯塔諾（Peter Stano）質疑事件標誌著香港新聞自由加劇惡化，指出尊重人權和基本自由是《中華人民共和國香港特別行政區基本法》和一國兩制的核心，而新聞自由是該權利與自由的關鍵。國際特赦組織副秘書長凱爾·沃德（Kyle Ward）指責香港特別行政區政府指控報導文章「煽動分裂」，有如将英属香港的法律体系武器化。
同時間，多個國際新聞自由倡導與傳播媒體組織關注抓捕記者、獨立媒體停止運作事件。無國界記者東亞辦事處執行長塞德里克·阿爾維亞尼（Cédric Alviani）表示這是對新聞自由的攻擊，要求香港特別行政區政府釋放所有遭拘捕記者，並呼籲民主國家必須採取行動捍衛香港僅存的自由媒體。保護記者委員會亞洲項目協調員史蒂文·巴特勒（Steven Butler）形容這是公然襲擊香港早已破敗的新聞自由，要求香港特別行政區政府釋放所有被捕記者。亞洲出版業協會亦發表新聞稿，表示對於獨立媒體壓力增加感到遺憾。多家国际媒体也發表社評，表示香港特別行政區政府的執法行動損害新聞自由。
在英港人則於2022年1月初在英國六个城市举行集会和人链活动，声援香港新闻自由，并呼吁国际社会关注。
2022年2月7日，22個「媒體自由聯盟」的成員國，包括澳大利亚、奧地利、加拿大、捷克、丹麦、爱沙尼亚、芬兰、德国、冰岛、爱尔兰、意大利、日本、拉脫維亞、立陶宛、卢森堡、荷兰、紐西蘭、斯洛伐克、斯洛文尼亚、瑞士、英国和美国發表聯合聲明，深切關注當局侵害香港新聞自由，批評以《國安法》針對並打壓獨立媒體，侵蝕《基本法》所保障的權利和自由。聲明指，自2020年實施《港區國安法》，當局針對香港獨立媒體，前《立場新聞》的高層人員被捕，及《眾新聞》隨後基於員工安全的擔憂而自行宣布停運。聲明認為，這些舉動是侵蝕了《基本法》所規定和保障的權利和自由，破壞了中國根據《中英聯合聲明》承擔的義務。這也導致香港獨立媒體幾乎完全消失。聲明表示，這些持續的行動通過壓制人權、言論自由以及意見和信息的自由流動和交流，進一步削弱了人們對香港國際聲譽的信心。一個穩定繁榮、人權和基本自由得到保障的香港應該符合每個人的利益。聲明敦促當局應按照《基本法》和《中英聯合聲明》規定的中國義務，尊重香港的新闻自由和言論自由。 聲明引起中國外交部駐港公署強烈不滿，回應「任何以『新闻自由』之名行干預施壓之實的圖謀都是不自量力，註定失敗」。
2024年8月29日，法庭對《立場》作出有罪裁決之後，非政府組織無國界記者發聲明譴責判決，認為判決設立了危險的先例、對香港本已受創的新聞自由造成另一次打擊；聲明提到，「從現在開始，任何報道與官方論述不符的事實，都可能會因煽動罪被判刑。」，呼籲香港政府停止打壓新聞活動。而歐洲聯盟則發表聲明，稱香港區域法院涉《立場新聞》案相關判決會進一步擠壓言論自由空間，呼籲香港當局停止類似起訴，維護新聞自由，並恢復外界對香港新聞自由的信心。美國國務院發言人馬修·米勒在社交平台Twitter上寫道，香港法院的判決不僅是對新聞自由的直接打壓，而且也損害了香港國際開放聲譽。歐美主流媒體包括有線電視新聞網（CNN）、全國廣播公司、《紐約時報》、英國《金融時報》、《衞報》、日本《經濟新聞》、半島電視台等在裁決結果公佈後均有作出詳盡報道，普遍形容判決衝擊香港新聞自由，其中《紐約時報》發出推播通知，並將報道放在網站首頁顯著位置。

## 外部連結
- （繁體中文） 立場新聞備份 （页面存档备份，存于）